# Testudines
Las tortugas (Testudines) o quelonios (Chelonia) forman un orden de reptiles (Sauropsida) caracterizados por tener un tronco ancho y corto, y un caparazón que protege los órganos internos.

## Características

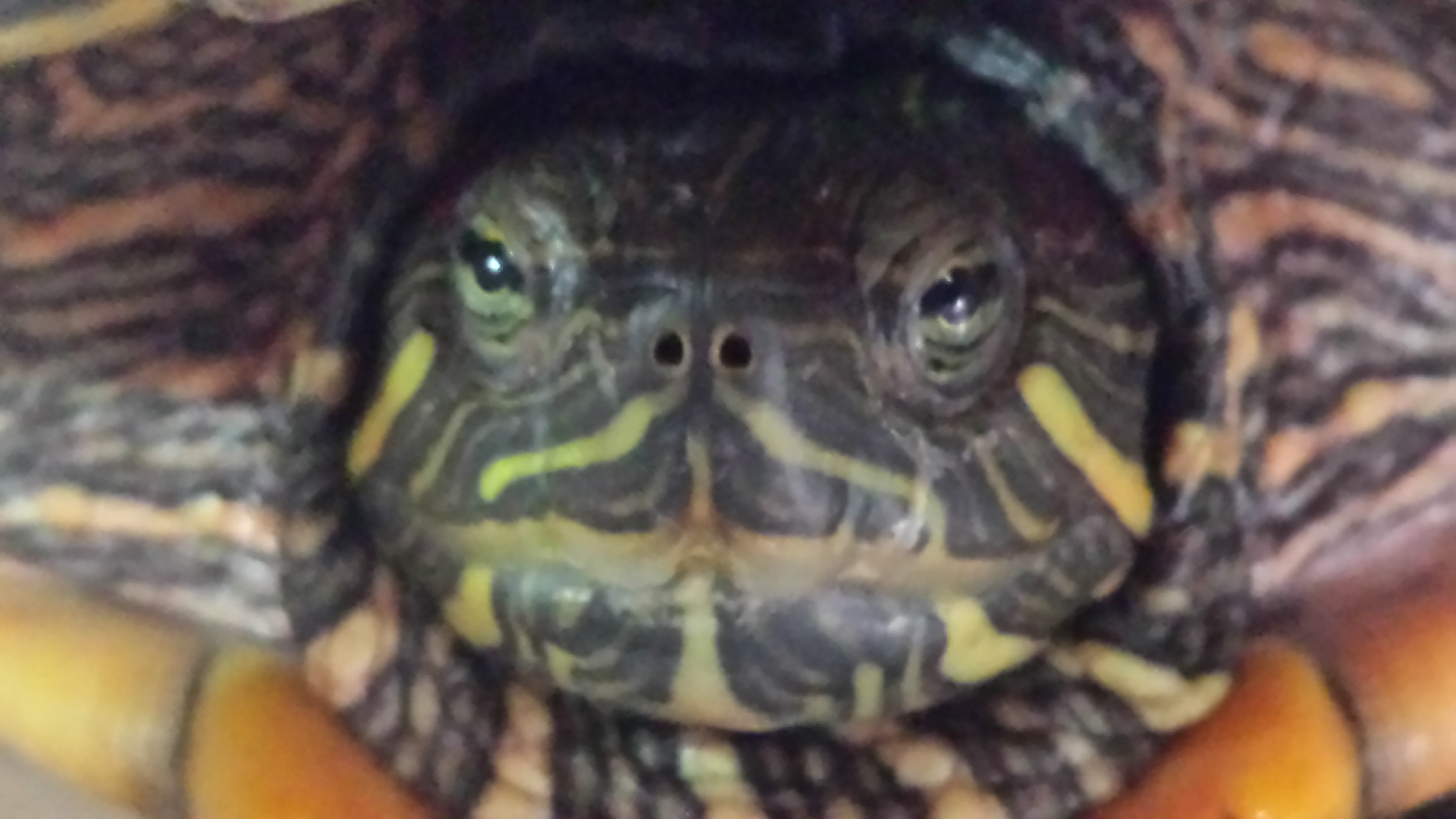
Detalle del rostro de Trachemys scripta elegans, galápago de Florida

La característica más importante del esqueleto de las tortugas es que una gran parte de su columna vertebral está soldada a la parte dorsal del caparazón. El esqueleto hace que la respiración sea imposible por movimiento de la caja torácica; se realiza principalmente por la contracción de los músculos abdominales modificados que funcionan de modo análogo al diafragma de los mamíferos y por movimientos de bombeo de la faringe. Aunque carecen de dientes, tienen un pico córneo que recubre su mandíbula, parecido al pico de las aves. 
Al igual que todos los reptiles, las tortugas son animales  ectotérmicos, lo que significa que su actividad metabólica depende de la temperatura externa o ambiental. Las tortugas mudan la piel; sin embargo, a diferencia de los lagartos y serpientes, lo hacen poco a poco. También mudan o desprenden los escudos del caparazón, individualmente y aparentemente sin un orden determinado. Las tortugas son diápsidas de manera secundaria, ya que carecen de fosas temporales. De manera análoga, poseen emarginaciones temporales, bordes cóncavos en la región temporal que sirven para la inserción muscular.
Se caracterizan por su lento desplazamiento, lo que conllevó la expresión coloquial "a paso de tortuga".

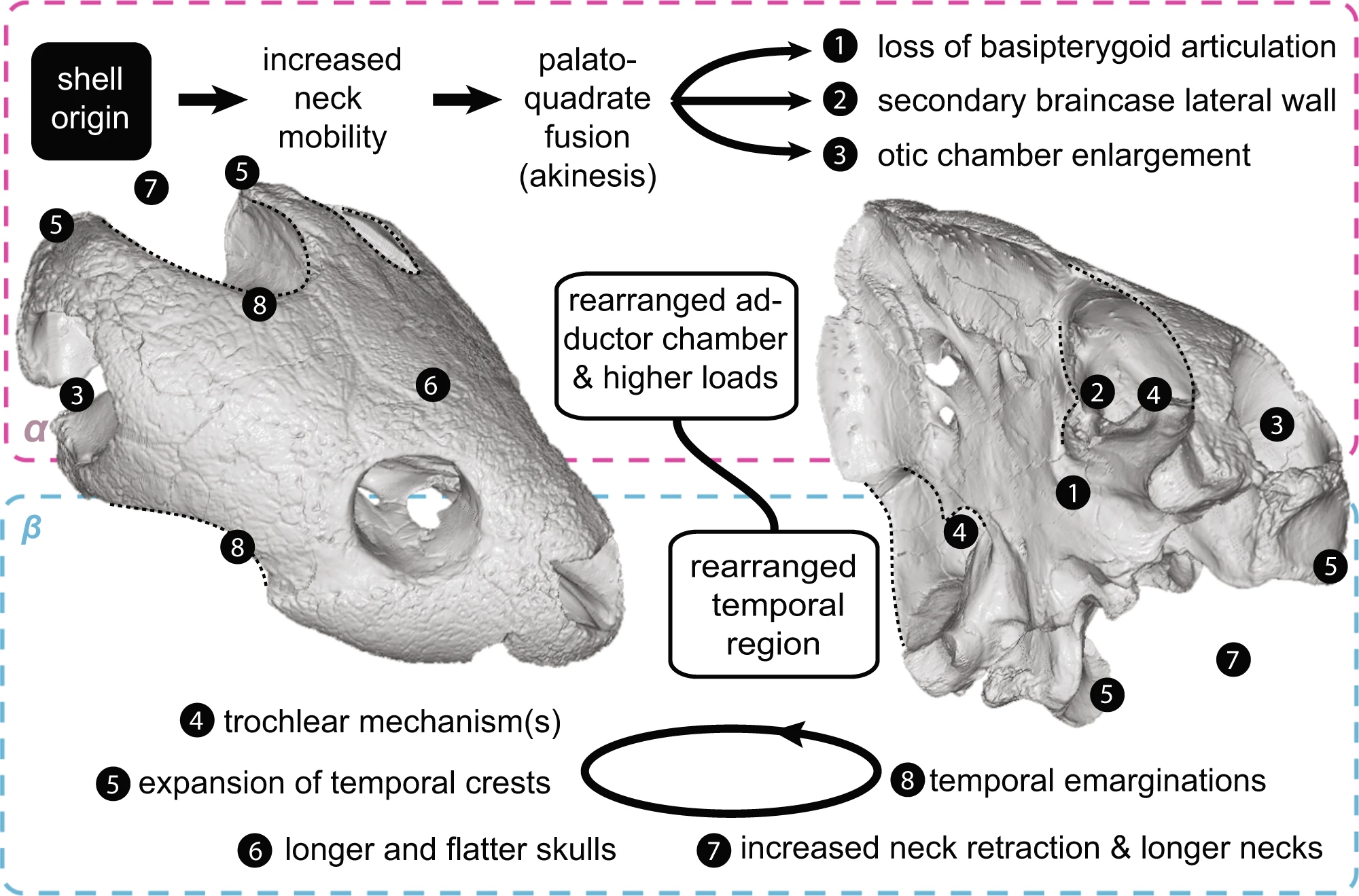
8) Emarginaciones temporales

### Caparazón
El caparazón consta de dos regiones:
- Espaldar: es la parte superior o dorsal (también llamado «caparazón»); está constituido por cinco hileras de placas; la central o neural, en posición media, flanqueada a cada lado por las hileras costales, que, a su vez están flanqueadas por las hileras marginales.
- Plastrón: es la parte inferior o ventral (también llamado «peto»).

La estructura, forma y colorido del caparazón de las tortugas varía de una especie a otra. Están compuestos por gruesas placas óseas internas, osificaciones de la dermis que se sueldan a las vértebras y a las costillas; son una excepción las especies de la familia Trionychidae, en las que dichas placas están reducidas o son cartilaginosas (ricas en calcio). Sobre estas placas óseas se extiende uno de los siguientes revestimientos:
- Piel especialmente consistente, casi coriácea (parecida al cuero).
- Placas córneas de queratina, comparables a las escamas de los demás reptiles.
- Escudos óseos cubiertos por una fina capa córnea ligeramente calcificada (solo en el caso de las tortugas terrestres; es decir, la familia Testudinidae).

Las tortugas que presentan revestimiento cutáneo son las tortugas de caparazón blando (familia Trionychidae) y la tortuga nariz de cerdo (Carettochelys insculpata). También la tortuga marina laúd (Dermochelys coriacea) tiene revestimiento cutáneo pero fortalecido con numerosas láminas óseas pequeñas. El resto de las tortugas tiene un caparazón formado por placas óseas con revestimiento de escudos queratinosos. Dichas placas no coinciden en número, posición ni tamaño con los escudos, lo que proporciona rigidez y solidez a ese tipo de caparazón.

## Tipo de huevo y desarrollo embrionario
Al igual que los huevos en sus hermanos reptiles y aves, los huevos de las tortugas están rodeados por una membrana vitelina, tres capas de albumen y cutícula. Los huevos de las tortugas tienen un par de membranas de separación: una gruesa capa de albúmina y la concha calcárea. Estos huevos son situados en la tierra y son incubados en condiciones naturales, donde están expuestos a diversas condiciones como la temperatura y humedad relativa que pueden ser fundamentales para el desarrollo previo del huevo y del embrión que dentro  este huevo se está desarrollando. El huevo es meroblástico telolecitico, el cual se caracteriza por que la yema o el polo animal se encuentra separado del polo vegetal, y en el caso de este tipo de huevo solo se divide para formar las tres capas embrionarias el polo animal. Cabe destacar que el desarrollo de las tortugas, previo a la fertilización, pasa por un clivaje o división celular que se caracteriza por ser discoidal, formando un blastodermo. Este blastodermo va a permitir el desarrollo de las tres capas germinales, que luego se van a dar lugar a la formación del embrión. Gracias a técnicas avanzadas de biología del desarrollo podemos obtener mapas de seguimiento celular, en los cuales podemos seguir una celular de cualquier capa germinal y determinar qué tejido formará de acuerdo a la especificación de las células que lo componen. En las tortugas tenemos:
- Ectodermo: formación de epidermis, cerebro (SNC), cresta neural, espina cordal.

- Mesodermo: formación de músculos donde encontramos corazón  somitas, caparazón o espaldar, plastrón, notocordio.

- Endodermo: formación de tubo digestivo, hígado, intestinos.

Los organismos que pertenecen al grupo de los Testudines tienen un plan básico muy característico. Este plan básico se compone del desarrollo prolongado de sus vértebras torácicas, formando una espalda alongada que se le llama caparazón. Pero todo esto se desarrolla desde que el organismo es un embrión, por lo tanto el desarrollo del embrión es fundamental para el desarrollo del plan corporal del organismo ya salido del huevo. Los embriones de los quelonios obtienen una porción sustancial del calcio usado en la osificación de los elementos esqueléticos de las superficies internas de la cáscara del huevo, lo que les permite tener un desarrollo sustancial en sus capas esqueléticas, lo cual parece ser determinante si observamos que las tortugas son cubiertas en su gran mayoría por estructura ósea. Los embriones de los quelonios, gracias a su metabolismo, excretan gases respiratorios. Estos gases por proceso de difusión pasan por poros de la cáscara del huevo calcárea y por espacios entre las fibras del par de membranas del huevo. Esto es fundamental para el desarrollo del embrión dentro del huevo, dado que si estos gases se acumularan dentro del huevo podrían llegar a provocar la muerte del embrión, ya que podría llegar a romper las membranas del huevo antes de que el embrión se desarrolle totalmente. 
El metabolismo de los embriones de las tortugas depende de la temperatura y de las condiciones en las cuales son criadas, como ocurre con la mayoría de organismos ectotérmicos. Para cada especie de este orden, no parece haber una temperatura particular a la que el desarrollo embrionario, aunque en nuevos estudios se plantea y se estudia la idea que la temperatura es un factor determinante en la determinación del sexo del embrión que se desarrolla dentro del huevo, por lo tanto a diferentes temperaturas se obtendrá tasas diferentes de machos y de hembras en una puesta. Igualmente, las desviaciones abruptas del rango de temperaturas óptimas para el desarrollo del embrión provocan aumentos en las anomalías del desarrollo y / o la mortalidad embrionaria.

## Ecología

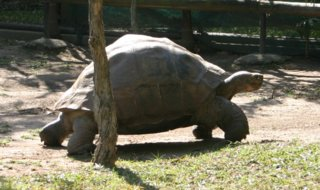
Harriet una tortuga de Islas Galápagos.

El metabolismo de las tortugas es muy lento, y las especies acuáticas pueden permanecer sin respirar durante mucho tiempo. En climas templados todas las especies hibernan regularmente.
La alimentación de las tortugas varía dependiendo del hábitat y la especie. La mayor parte de las especies terrestres son herbívoras y su dieta consiste principalmente en plantas, frutas o verduras. Algunas pocas son omnívoras y pueden consumir invertebrados tales como babosas, caracoles, lombrices, gusanos, ciempiés, etc. También existe casos de tortugas terrestres devorando pequeños reptiles aunque es poco frecuente. Las tortugas marinas en mayor medida son omnívoras o carnívoras y se alimentan de algas, corales, esponjas, moluscos, crustáceos y peces.
La reproducción es ovípara y la incubación se realiza en nidos que ellas mismas excavan en la tierra, donde el calor necesario es aportado por irradiación solar. Dependiendo de la especie, los huevos tardarán entre 70 y 120 días para eclosionar. Un caso especial es la primitiva tortuga terrestre asiática Manouria emys, que construye un nido de aproximadamente 50 cm de altura a base de tierra y hojas.
Es proverbial la extrema longevidad de las tortugas. Una de las tortugas que se conoce que vivió más es una tortuga de las Galápagos de Charles Darwin llamada Harriet; nació en 1830 y murió el 25 de junio de 2006 (vivió 175 años).
Hay tortugas de hábitat terrestre, marino y de agua dulce. También existen gran cantidad de especies que pasan una parte del tiempo en tierra firme y otra parte en agua dulce. Las de hábitat terrestre presentan dedos libres, mientras que las de los hábitats acuáticos tienen las extremidades transformadas en aletas o bien los dedos unidos por una membrana. El tiempo de inmersión en el agua de algunas especies varía entre 60 segundos y una hora. Estas largas inmersiones son posibles gracias a la capacidad que tienen algunas especies de realizar metabolismo anaeróbico.

## Origen y evolución

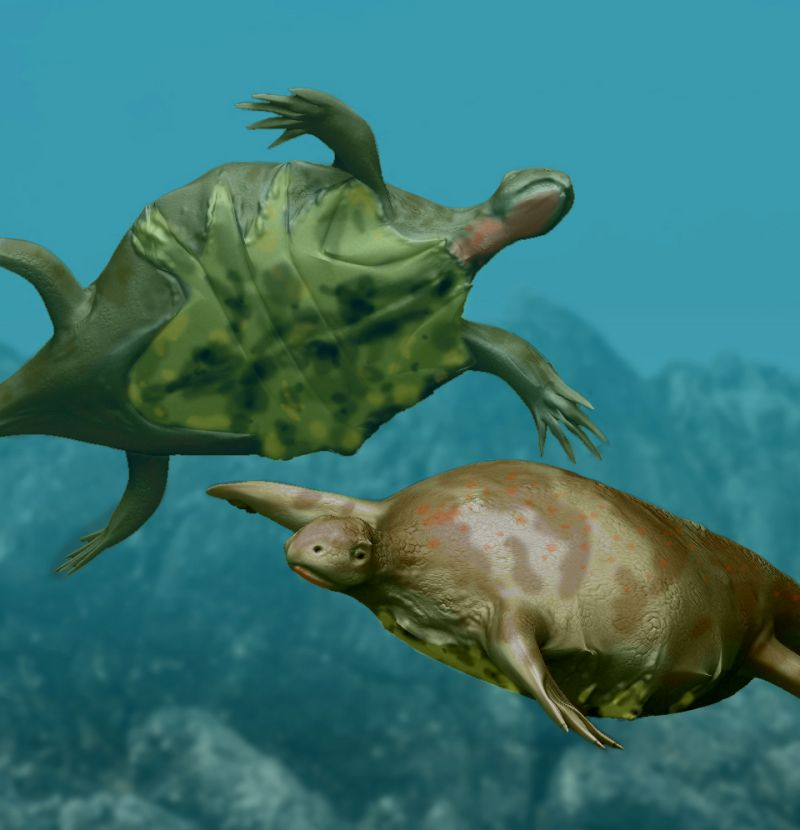
Odontochelys, la tortuga más antigua conocida.

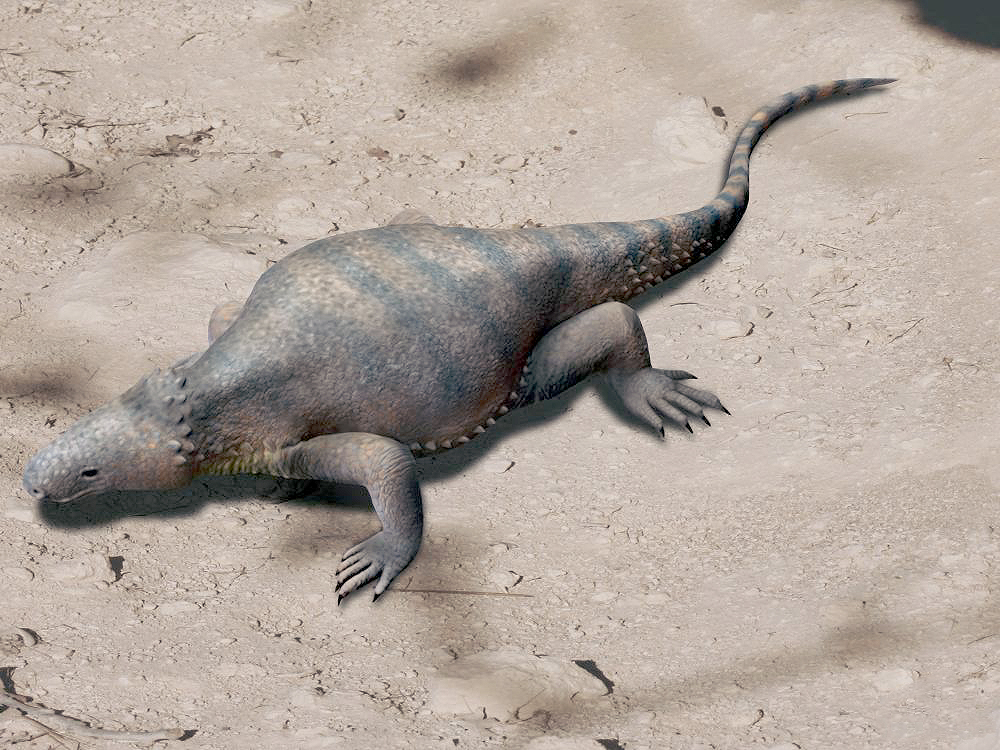
Reconstrucción de Eunotosaurus, un antepasado transicional de las tortugas.

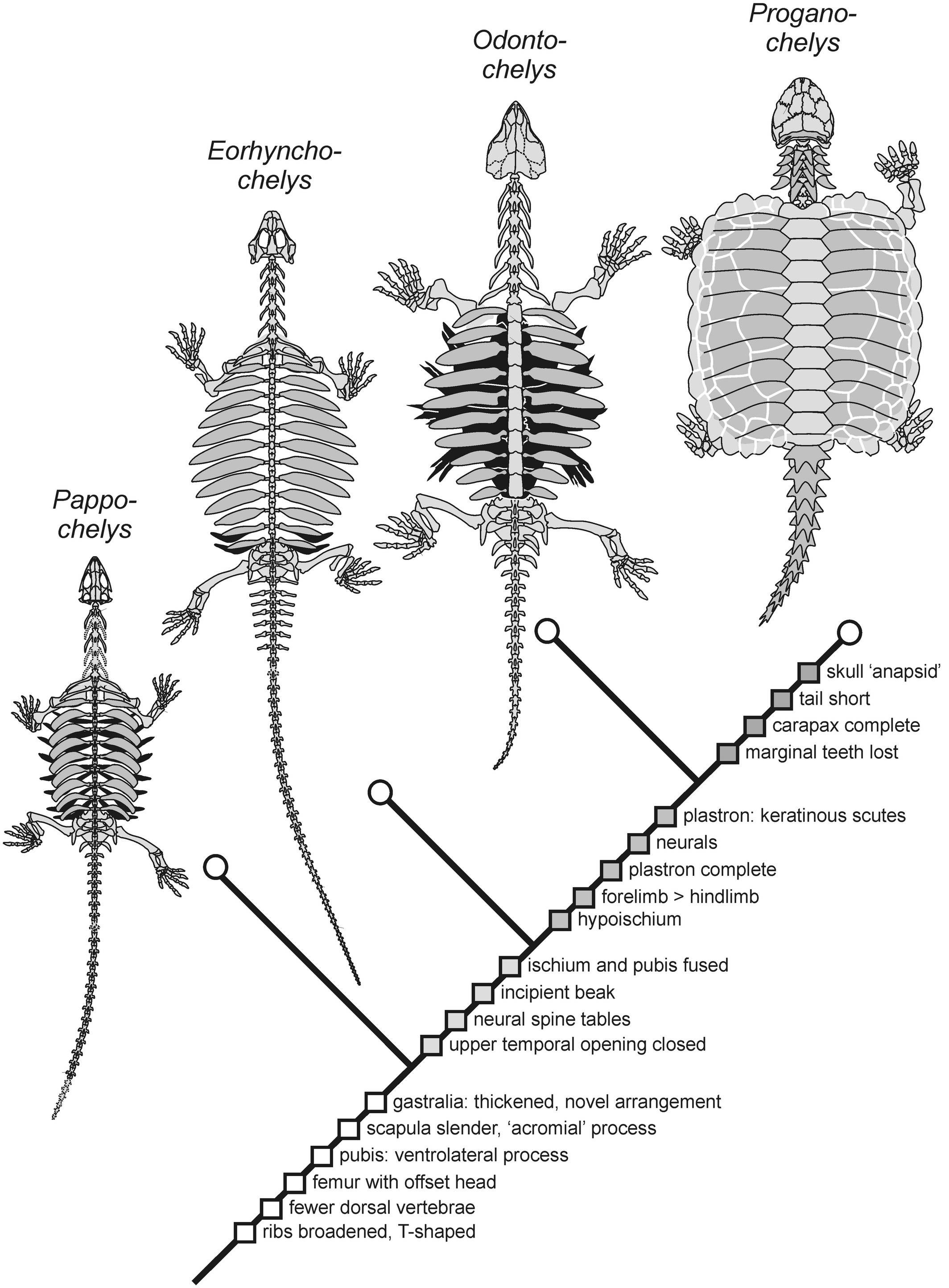
Cambios morfológicos de las tortugas desde sus antepasados.

Las tortugas son el grupo de reptiles más antiguo que hasta ahora sobrevive ya que perdura desde el periodo Triásico. El primer organismo relacionado con tortugas es Eunotosaurus, un reptil que poseía un ensanchamiento de costillas (cuya función era apoyar en la respiración-ventilación a los músculos del tronco). Posteriormente, aparece Pappochelys, caracterizada por tener una gastralia, es decir, un acomodo similar al del plastron de tortugas actuales. Y por último aparece Eorhynchochelys que poseía un pico desdentado similar a las tortugas actuales y gastralia así como las costillas ensanchadas.
El testudino más antiguo que se conoce es Odontochelys, que vivió en Asia meridional en el Triásico, hace 220 millones de años, lo que supone que las tortugas formen uno de los grupos de reptiles más antiguos, mucho más antiguos que los lagartos y serpientes. Era acuática, y poseía un plastrón bien definido, pero el espaldar era primitivo. La siguiente tortuga fue Proganochelys (antes Triasssochelys), que vivió en el Triásico superior de Eurasia hace unos 210 millones de años. Era una tortuga primitiva, con un caparazón parecido al de las especies actuales, pero poseía aún dientes en el paladar; la cabeza, cola y patas no podían retraerse dentro del caparazón, pero estaban protegidas por espinas.
Originalmente, las tortugas eran terrestres; 100 millones de años después de su aparición, algunas evolucionaron para ser acuáticas y 50 millones después evolucionaron para ser marinas. Se puede decir que las tortugas marinas evolucionaron de líneas de descendientes por más de 80 millones de años.[cita requerida]

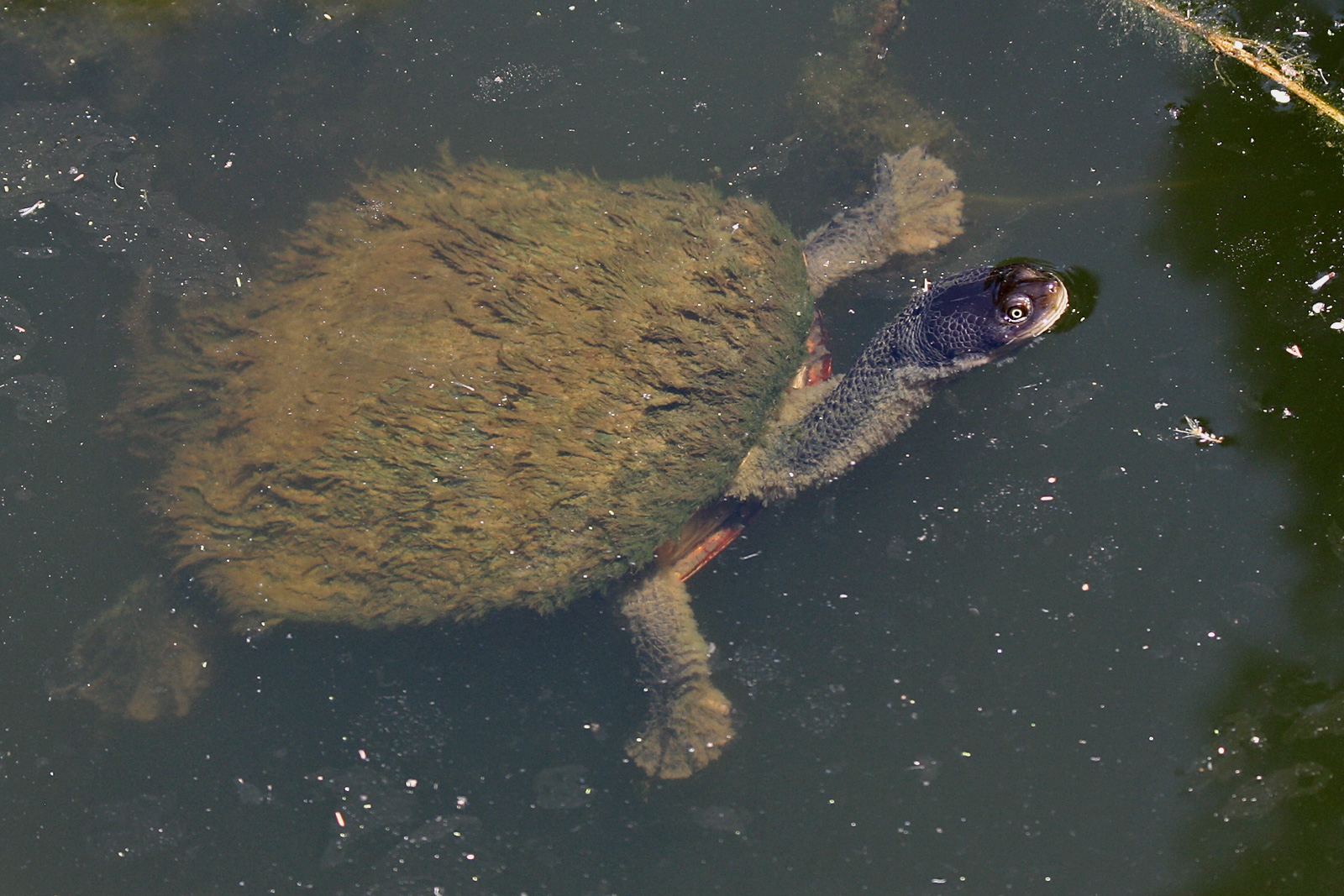
Chelodina longicollis, un pleurodiro, uno de los subórdenes actuales de tortugas

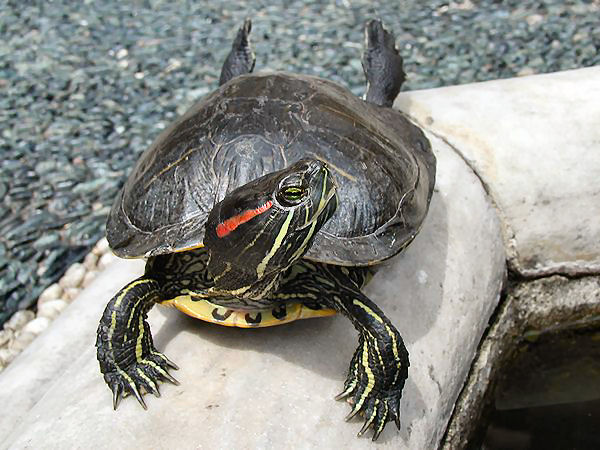
Trachemys scripta elegans, es común verla como mascota

Durante mucho tiempo se pensó que las tortugas eran los únicos sobrevivientes de un linaje de reptiles ahora extinto conocido como Anapsida o Parareptilia, que se caracterizan por la ausencia de fosas temporales o pares de agujeros detrás del cráneo, las tortugas tienen este rasgo y por ello se supuso que las tortugas pertenenecian a este grupo. Sin embargo a partir de la década de los 90 varios estudios moleculares o genéticos indicaron que las tortugas debían ser incluidas dentro los diápsidos estando muy estrechamente emparentados con los arcosaurios (cocodrilos, aves, dinosaurios), no obstante algunos autores en 2012 y 2015 basándose en otros criterios clasificaron a los lepidosaurios (lagartos, serpientes y tuátaras) como sus parientes más cercanos y no a los arcosaurios. Los diápsidos son reptiles que se caracterizan por presentar dos fosas temporales o dos pares de agujeros detrás del cráneo. 
Debido a falta de evidencias fósiles varios paleontólogos no podían aceptar la propuesta y pensaban que parecía poco probable que no haya habido antepasados de tortugas con cráneos diápsidos que no dejaran restos y que esto se debían a que son en sí anápsidos o parareptiles, pero los datos moleculares lo contradicen. Por tanto su relación con otros reptiles quedaron inciertas o en materia de discusión.
En 2015 un estudio que se centró en el cráneo de Eunotosaurus considerado un antepasado de las tortugas, descubrió que fue clasificado incorrectamente como anápsido y que sus fosas se encontraban tapadas por distintos huesos, por ejemplo: la fosa superior se encontraba tapada por el hueso supratemporal y la fosa inferior por el escamosal. El posterior descubrimiento de Pappochelys y Eorhynchochelys los cuales son claramente diápsidos, proporcionan la evidencia suficiente de que las tortugas pertenecen a Diapsida y que el cráneo anápsido de las tortugas era un caso de convergencia evolutiva. También algunos anápsidos tienen fosas temporales como los milleretidos y algunos diápsidos como los sauropterigios o ictiosaurios perdieron una fosa temporal, esto indica que las diferentes configuración craneales no son una característica ancestral bien definida.
Los estudios que usan evidencias fósiles y genéticas sugieren que los sauropterigios el grupo de reptiles marinos que incluye los (plesiosaurios, placondotos, notosauroideos) y el Sinosaurosphargis, son de hecho parientes cercanos de las tortugas formando el clado Pantestudines que filogenéticamente se incluye en Archosauromorpha con el nombre de Archelosauria, otros autores lo incluyen en Lepidosauromorpha como Ankylopoda, sin embargo la primera propuesta cuenta con mayor aceptación ya que la relación entre tortugas y arcosaurios ha sido probada usando diversos métodos moleculares como elementos ultraconservados, secuencia de ADN, ADN mitocondrial, micro ARN y proteínas lo que sugiere un antepasado más reciente con el primero que con el segundo. En 2022 se encontró apoyo morfológico para la relación entre los pantestudines y arcosauromorfos, esto incluyó la presencia de dos sinapomorfías fuertes: una cresta sagital en el supraoccipital y la ausencia de un foramen entepicondilar humeral, esta última característica a menudo se usa para identificar arcosauromorfos.
Se cree que los pantestudines se separaron de su grupo hermano los arcosauriformes, a mediados del Pérmico.

### Filogenia
A continuación se muestra la filogenia interna de las tortugas y su relación con otros reptiles según los análisis moleculares (incluido las secuencias proteicas obtenidas de Tyrannosaurus rex y Brachylophosaurus canadensis):
|  | Sphenodontia |
|  |              |
|  | Squamata     |
|  |              |

|  | Aves                                                                                                  |
|  | |
|  | \| \| Tyrannosauroidea (Tyrannosaurus) \| \| \| \| \| \| Ornithischia (Brachylophosaurus) \| \| \| \| |
|  | |
|  | Tyrannosauroidea (Tyrannosaurus)                                                                      |
|  | |
|  | Ornithischia (Brachylophosaurus)                                                                      |
|  | |

|  | Tyrannosauroidea (Tyrannosaurus) |
|  |                                  |
|  | Ornithischia (Brachylophosaurus) |
|  |                                  |

|  | Aves                                                                                                  |
|  | |
|  | \| \| Tyrannosauroidea (Tyrannosaurus) \| \| \| \| \| \| Ornithischia (Brachylophosaurus) \| \| \| \| |
|  | |
|  | Tyrannosauroidea (Tyrannosaurus)                                                                      |
|  | |
|  | Ornithischia (Brachylophosaurus)                                                                      |
|  | |

|  | Tyrannosauroidea (Tyrannosaurus) |
|  |                                  |
|  | Ornithischia (Brachylophosaurus) |
|  |                                  |

| Pelomedusoidea | \| \| Pelomedusidae \| \| \| \| \| \| Podocnemididae \| \| \| \| |
|                | \| \| Pelomedusidae \| \| \| \| \| \| Podocnemididae \| \| \| \| |
|                | Chelidae                                                         |
|                |                                                                  |
|                | Pelomedusidae                                                    |
|                |                                                                  |
|                | Podocnemididae                                                   |
|                |                                                                  |

|  | Pelomedusidae  |
|  |                |
|  | Podocnemididae |
|  |                |

| Testudinidae |
|              |
| Geoemydidae  |
|              |

| Platysternidae |
|                |
| Emydidae       |
|                |

| Testudinidae |
|              |
| Geoemydidae  |
|              |

| Platysternidae |
|                |
| Emydidae       |
|                |

| Testudinidae |
|              |
| Geoemydidae  |
|              |

| Platysternidae |
|                |
| Emydidae       |
|                |

| Testudinidae |
|              |
| Geoemydidae  |
|              |

| Platysternidae |
|                |
| Emydidae       |
|                |

|  | Chelydridae                                                      |
|  |                                                                  |
|  | \| \| Dermatemydidae \| \| \| \| \| \| Kinosternidae \| \| \| \| |
|  |                                                                  |
|  | Dermatemydidae                                                   |
|  |                                                                  |
|  | Kinosternidae                                                    |
|  |                                                                  |

|  | Dermatemydidae |
|  |                |
|  | Kinosternidae  |
|  |                |

| Dermochelyidae |
|                |
| Cheloniidae    |
|                |

|  | Chelydridae                                                      |
|  |                                                                  |
|  | \| \| Dermatemydidae \| \| \| \| \| \| Kinosternidae \| \| \| \| |
|  |                                                                  |
|  | Dermatemydidae                                                   |
|  |                                                                  |
|  | Kinosternidae                                                    |
|  |                                                                  |

|  | Dermatemydidae |
|  |                |
|  | Kinosternidae  |
|  |                |

| Dermochelyidae |
|                |
| Cheloniidae    |
|                |

| Testudinidae |
|              |
| Geoemydidae  |
|              |

| Platysternidae |
|                |
| Emydidae       |
|                |

| Testudinidae |
|              |
| Geoemydidae  |
|              |

| Platysternidae |
|                |
| Emydidae       |
|                |

| Testudinidae |
|              |
| Geoemydidae  |
|              |

| Platysternidae |
|                |
| Emydidae       |
|                |

| Testudinidae |
|              |
| Geoemydidae  |
|              |

| Platysternidae |
|                |
| Emydidae       |
|                |

|  | Chelydridae                                                      |
|  |                                                                  |
|  | \| \| Dermatemydidae \| \| \| \| \| \| Kinosternidae \| \| \| \| |
|  |                                                                  |
|  | Dermatemydidae                                                   |
|  |                                                                  |
|  | Kinosternidae                                                    |
|  |                                                                  |

|  | Dermatemydidae |
|  |                |
|  | Kinosternidae  |
|  |                |

| Dermochelyidae |
|                |
| Cheloniidae    |
|                |

|  | Chelydridae                                                      |
|  |                                                                  |
|  | \| \| Dermatemydidae \| \| \| \| \| \| Kinosternidae \| \| \| \| |
|  |                                                                  |
|  | Dermatemydidae                                                   |
|  |                                                                  |
|  | Kinosternidae                                                    |
|  |                                                                  |

|  | Dermatemydidae |
|  |                |
|  | Kinosternidae  |
|  |                |

| Dermochelyidae |
|                |
| Cheloniidae    |
|                |

| Carettochelyidae |
|                  |
| Trionychidae     |
|                  |

| Testudinidae |
|              |
| Geoemydidae  |
|              |

| Platysternidae |
|                |
| Emydidae       |
|                |

| Testudinidae |
|              |
| Geoemydidae  |
|              |

| Platysternidae |
|                |
| Emydidae       |
|                |

| Testudinidae |
|              |
| Geoemydidae  |
|              |

| Platysternidae |
|                |
| Emydidae       |
|                |

| Testudinidae |
|              |
| Geoemydidae  |
|              |

| Platysternidae |
|                |
| Emydidae       |
|                |

|  | Chelydridae                                                      |
|  |                                                                  |
|  | \| \| Dermatemydidae \| \| \| \| \| \| Kinosternidae \| \| \| \| |
|  |                                                                  |
|  | Dermatemydidae                                                   |
|  |                                                                  |
|  | Kinosternidae                                                    |
|  |                                                                  |

|  | Dermatemydidae |
|  |                |
|  | Kinosternidae  |
|  |                |

| Dermochelyidae |
|                |
| Cheloniidae    |
|                |

|  | Chelydridae                                                      |
|  |                                                                  |
|  | \| \| Dermatemydidae \| \| \| \| \| \| Kinosternidae \| \| \| \| |
|  |                                                                  |
|  | Dermatemydidae                                                   |
|  |                                                                  |
|  | Kinosternidae                                                    |
|  |                                                                  |

|  | Dermatemydidae |
|  |                |
|  | Kinosternidae  |
|  |                |

| Dermochelyidae |
|                |
| Cheloniidae    |
|                |

| Testudinidae |
|              |
| Geoemydidae  |
|              |

| Platysternidae |
|                |
| Emydidae       |
|                |

| Testudinidae |
|              |
| Geoemydidae  |
|              |

| Platysternidae |
|                |
| Emydidae       |
|                |

| Testudinidae |
|              |
| Geoemydidae  |
|              |

| Platysternidae |
|                |
| Emydidae       |
|                |

| Testudinidae |
|              |
| Geoemydidae  |
|              |

| Platysternidae |
|                |
| Emydidae       |
|                |

|  | Chelydridae                                                      |
|  |                                                                  |
|  | \| \| Dermatemydidae \| \| \| \| \| \| Kinosternidae \| \| \| \| |
|  |                                                                  |
|  | Dermatemydidae                                                   |
|  |                                                                  |
|  | Kinosternidae                                                    |
|  |                                                                  |

|  | Dermatemydidae |
|  |                |
|  | Kinosternidae  |
|  |                |

| Dermochelyidae |
|                |
| Cheloniidae    |
|                |

|  | Chelydridae                                                      |
|  |                                                                  |
|  | \| \| Dermatemydidae \| \| \| \| \| \| Kinosternidae \| \| \| \| |
|  |                                                                  |
|  | Dermatemydidae                                                   |
|  |                                                                  |
|  | Kinosternidae                                                    |
|  |                                                                  |

|  | Dermatemydidae |
|  |                |
|  | Kinosternidae  |
|  |                |

| Dermochelyidae |
|                |
| Cheloniidae    |
|                |

| Carettochelyidae |
|                  |
| Trionychidae     |
|                  |

| Testudinidae |
|              |
| Geoemydidae  |
|              |

| Platysternidae |
|                |
| Emydidae       |
|                |

| Testudinidae |
|              |
| Geoemydidae  |
|              |

| Platysternidae |
|                |
| Emydidae       |
|                |

| Testudinidae |
|              |
| Geoemydidae  |
|              |

| Platysternidae |
|                |
| Emydidae       |
|                |

| Testudinidae |
|              |
| Geoemydidae  |
|              |

| Platysternidae |
|                |
| Emydidae       |
|                |

|  | Chelydridae                                                      |
|  |                                                                  |
|  | \| \| Dermatemydidae \| \| \| \| \| \| Kinosternidae \| \| \| \| |
|  |                                                                  |
|  | Dermatemydidae                                                   |
|  |                                                                  |
|  | Kinosternidae                                                    |
|  |                                                                  |

|  | Dermatemydidae |
|  |                |
|  | Kinosternidae  |
|  |                |

| Dermochelyidae |
|                |
| Cheloniidae    |
|                |

|  | Chelydridae                                                      |
|  |                                                                  |
|  | \| \| Dermatemydidae \| \| \| \| \| \| Kinosternidae \| \| \| \| |
|  |                                                                  |
|  | Dermatemydidae                                                   |
|  |                                                                  |
|  | Kinosternidae                                                    |
|  |                                                                  |

|  | Dermatemydidae |
|  |                |
|  | Kinosternidae  |
|  |                |

| Dermochelyidae |
|                |
| Cheloniidae    |
|                |

| Testudinidae |
|              |
| Geoemydidae  |
|              |

| Platysternidae |
|                |
| Emydidae       |
|                |

| Testudinidae |
|              |
| Geoemydidae  |
|              |

| Platysternidae |
|                |
| Emydidae       |
|                |

| Testudinidae |
|              |
| Geoemydidae  |
|              |

| Platysternidae |
|                |
| Emydidae       |
|                |

| Testudinidae |
|              |
| Geoemydidae  |
|              |

| Platysternidae |
|                |
| Emydidae       |
|                |

|  | Chelydridae                                                      |
|  |                                                                  |
|  | \| \| Dermatemydidae \| \| \| \| \| \| Kinosternidae \| \| \| \| |
|  |                                                                  |
|  | Dermatemydidae                                                   |
|  |                                                                  |
|  | Kinosternidae                                                    |
|  |                                                                  |

|  | Dermatemydidae |
|  |                |
|  | Kinosternidae  |
|  |                |

| Dermochelyidae |
|                |
| Cheloniidae    |
|                |

|  | Chelydridae                                                      |
|  |                                                                  |
|  | \| \| Dermatemydidae \| \| \| \| \| \| Kinosternidae \| \| \| \| |
|  |                                                                  |
|  | Dermatemydidae                                                   |
|  |                                                                  |
|  | Kinosternidae                                                    |
|  |                                                                  |

|  | Dermatemydidae |
|  |                |
|  | Kinosternidae  |
|  |                |

| Dermochelyidae |
|                |
| Cheloniidae    |
|                |

| Carettochelyidae |
|                  |
| Trionychidae     |
|                  |

| Testudinidae |
|              |
| Geoemydidae  |
|              |

| Platysternidae |
|                |
| Emydidae       |
|                |

| Testudinidae |
|              |
| Geoemydidae  |
|              |

| Platysternidae |
|                |
| Emydidae       |
|                |

| Testudinidae |
|              |
| Geoemydidae  |
|              |

| Platysternidae |
|                |
| Emydidae       |
|                |

| Testudinidae |
|              |
| Geoemydidae  |
|              |

| Platysternidae |
|                |
| Emydidae       |
|                |

|  | Chelydridae                                                      |
|  |                                                                  |
|  | \| \| Dermatemydidae \| \| \| \| \| \| Kinosternidae \| \| \| \| |
|  |                                                                  |
|  | Dermatemydidae                                                   |
|  |                                                                  |
|  | Kinosternidae                                                    |
|  |                                                                  |

|  | Dermatemydidae |
|  |                |
|  | Kinosternidae  |
|  |                |

| Dermochelyidae |
|                |
| Cheloniidae    |
|                |

|  | Chelydridae                                                      |
|  |                                                                  |
|  | \| \| Dermatemydidae \| \| \| \| \| \| Kinosternidae \| \| \| \| |
|  |                                                                  |
|  | Dermatemydidae                                                   |
|  |                                                                  |
|  | Kinosternidae                                                    |
|  |                                                                  |

|  | Dermatemydidae |
|  |                |
|  | Kinosternidae  |
|  |                |

| Dermochelyidae |
|                |
| Cheloniidae    |
|                |

| Testudinidae |
|              |
| Geoemydidae  |
|              |

| Platysternidae |
|                |
| Emydidae       |
|                |

| Testudinidae |
|              |
| Geoemydidae  |
|              |

| Platysternidae |
|                |
| Emydidae       |
|                |

| Testudinidae |
|              |
| Geoemydidae  |
|              |

| Platysternidae |
|                |
| Emydidae       |
|                |

| Testudinidae |
|              |
| Geoemydidae  |
|              |

| Platysternidae |
|                |
| Emydidae       |
|                |

|  | Chelydridae                                                      |
|  |                                                                  |
|  | \| \| Dermatemydidae \| \| \| \| \| \| Kinosternidae \| \| \| \| |
|  |                                                                  |
|  | Dermatemydidae                                                   |
|  |                                                                  |
|  | Kinosternidae                                                    |
|  |                                                                  |

|  | Dermatemydidae |
|  |                |
|  | Kinosternidae  |
|  |                |

| Dermochelyidae |
|                |
| Cheloniidae    |
|                |

|  | Chelydridae                                                      |
|  |                                                                  |
|  | \| \| Dermatemydidae \| \| \| \| \| \| Kinosternidae \| \| \| \| |
|  |                                                                  |
|  | Dermatemydidae                                                   |
|  |                                                                  |
|  | Kinosternidae                                                    |
|  |                                                                  |

|  | Dermatemydidae |
|  |                |
|  | Kinosternidae  |
|  |                |

| Dermochelyidae |
|                |
| Cheloniidae    |
|                |

| Carettochelyidae |
|                  |
| Trionychidae     |
|                  |

| Pelomedusoidea | \| \| Pelomedusidae \| \| \| \| \| \| Podocnemididae \| \| \| \| |
|                | \| \| Pelomedusidae \| \| \| \| \| \| Podocnemididae \| \| \| \| |
|                | Chelidae                                                         |
|                |                                                                  |
|                | Pelomedusidae                                                    |
|                |                                                                  |
|                | Podocnemididae                                                   |
|                |                                                                  |

|  | Pelomedusidae  |
|  |                |
|  | Podocnemididae |
|  |                |

| Testudinidae |
|              |
| Geoemydidae  |
|              |

| Platysternidae |
|                |
| Emydidae       |
|                |

| Testudinidae |
|              |
| Geoemydidae  |
|              |

| Platysternidae |
|                |
| Emydidae       |
|                |

| Testudinidae |
|              |
| Geoemydidae  |
|              |

| Platysternidae |
|                |
| Emydidae       |
|                |

| Testudinidae |
|              |
| Geoemydidae  |
|              |

| Platysternidae |
|                |
| Emydidae       |
|                |

|  | Chelydridae                                                      |
|  |                                                                  |
|  | \| \| Dermatemydidae \| \| \| \| \| \| Kinosternidae \| \| \| \| |
|  |                                                                  |
|  | Dermatemydidae                                                   |
|  |                                                                  |
|  | Kinosternidae                                                    |
|  |                                                                  |

|  | Dermatemydidae |
|  |                |
|  | Kinosternidae  |
|  |                |

| Dermochelyidae |
|                |
| Cheloniidae    |
|                |

|  | Chelydridae                                                      |
|  |                                                                  |
|  | \| \| Dermatemydidae \| \| \| \| \| \| Kinosternidae \| \| \| \| |
|  |                                                                  |
|  | Dermatemydidae                                                   |
|  |                                                                  |
|  | Kinosternidae                                                    |
|  |                                                                  |

|  | Dermatemydidae |
|  |                |
|  | Kinosternidae  |
|  |                |

| Dermochelyidae |
|                |
| Cheloniidae    |
|                |

| Testudinidae |
|              |
| Geoemydidae  |
|              |

| Platysternidae |
|                |
| Emydidae       |
|                |

| Testudinidae |
|              |
| Geoemydidae  |
|              |

| Platysternidae |
|                |
| Emydidae       |
|                |

| Testudinidae |
|              |
| Geoemydidae  |
|              |

| Platysternidae |
|                |
| Emydidae       |
|                |

| Testudinidae |
|              |
| Geoemydidae  |
|              |

| Platysternidae |
|                |
| Emydidae       |
|                |

|  | Chelydridae                                                      |
|  |                                                                  |
|  | \| \| Dermatemydidae \| \| \| \| \| \| Kinosternidae \| \| \| \| |
|  |                                                                  |
|  | Dermatemydidae                                                   |
|  |                                                                  |
|  | Kinosternidae                                                    |
|  |                                                                  |

|  | Dermatemydidae |
|  |                |
|  | Kinosternidae  |
|  |                |

| Dermochelyidae |
|                |
| Cheloniidae    |
|                |

|  | Chelydridae                                                      |
|  |                                                                  |
|  | \| \| Dermatemydidae \| \| \| \| \| \| Kinosternidae \| \| \| \| |
|  |                                                                  |
|  | Dermatemydidae                                                   |
|  |                                                                  |
|  | Kinosternidae                                                    |
|  |                                                                  |

|  | Dermatemydidae |
|  |                |
|  | Kinosternidae  |
|  |                |

| Dermochelyidae |
|                |
| Cheloniidae    |
|                |

| Carettochelyidae |
|                  |
| Trionychidae     |
|                  |

| Testudinidae |
|              |
| Geoemydidae  |
|              |

| Platysternidae |
|                |
| Emydidae       |
|                |

| Testudinidae |
|              |
| Geoemydidae  |
|              |

| Platysternidae |
|                |
| Emydidae       |
|                |

| Testudinidae |
|              |
| Geoemydidae  |
|              |

| Platysternidae |
|                |
| Emydidae       |
|                |

| Testudinidae |
|              |
| Geoemydidae  |
|              |

| Platysternidae |
|                |
| Emydidae       |
|                |

|  | Chelydridae                                                      |
|  |                                                                  |
|  | \| \| Dermatemydidae \| \| \| \| \| \| Kinosternidae \| \| \| \| |
|  |                                                                  |
|  | Dermatemydidae                                                   |
|  |                                                                  |
|  | Kinosternidae                                                    |
|  |                                                                  |

|  | Dermatemydidae |
|  |                |
|  | Kinosternidae  |
|  |                |

| Dermochelyidae |
|                |
| Cheloniidae    |
|                |

|  | Chelydridae                                                      |
|  |                                                                  |
|  | \| \| Dermatemydidae \| \| \| \| \| \| Kinosternidae \| \| \| \| |
|  |                                                                  |
|  | Dermatemydidae                                                   |
|  |                                                                  |
|  | Kinosternidae                                                    |
|  |                                                                  |

|  | Dermatemydidae |
|  |                |
|  | Kinosternidae  |
|  |                |

| Dermochelyidae |
|                |
| Cheloniidae    |
|                |

| Testudinidae |
|              |
| Geoemydidae  |
|              |

| Platysternidae |
|                |
| Emydidae       |
|                |

| Testudinidae |
|              |
| Geoemydidae  |
|              |

| Platysternidae |
|                |
| Emydidae       |
|                |

| Testudinidae |
|              |
| Geoemydidae  |
|              |

| Platysternidae |
|                |
| Emydidae       |
|                |

| Testudinidae |
|              |
| Geoemydidae  |
|              |

| Platysternidae |
|                |
| Emydidae       |
|                |

|  | Chelydridae                                                      |
|  |                                                                  |
|  | \| \| Dermatemydidae \| \| \| \| \| \| Kinosternidae \| \| \| \| |
|  |                                                                  |
|  | Dermatemydidae                                                   |
|  |                                                                  |
|  | Kinosternidae                                                    |
|  |                                                                  |

|  | Dermatemydidae |
|  |                |
|  | Kinosternidae  |
|  |                |

| Dermochelyidae |
|                |
| Cheloniidae    |
|                |

|  | Chelydridae                                                      |
|  |                                                                  |
|  | \| \| Dermatemydidae \| \| \| \| \| \| Kinosternidae \| \| \| \| |
|  |                                                                  |
|  | Dermatemydidae                                                   |
|  |                                                                  |
|  | Kinosternidae                                                    |
|  |                                                                  |

|  | Dermatemydidae |
|  |                |
|  | Kinosternidae  |
|  |                |

| Dermochelyidae |
|                |
| Cheloniidae    |
|                |

| Carettochelyidae |
|                  |
| Trionychidae     |
|                  |

| Testudinidae |
|              |
| Geoemydidae  |
|              |

| Platysternidae |
|                |
| Emydidae       |
|                |

| Testudinidae |
|              |
| Geoemydidae  |
|              |

| Platysternidae |
|                |
| Emydidae       |
|                |

| Testudinidae |
|              |
| Geoemydidae  |
|              |

| Platysternidae |
|                |
| Emydidae       |
|                |

| Testudinidae |
|              |
| Geoemydidae  |
|              |

| Platysternidae |
|                |
| Emydidae       |
|                |

|  | Chelydridae                                                      |
|  |                                                                  |
|  | \| \| Dermatemydidae \| \| \| \| \| \| Kinosternidae \| \| \| \| |
|  |                                                                  |
|  | Dermatemydidae                                                   |
|  |                                                                  |
|  | Kinosternidae                                                    |
|  |                                                                  |

|  | Dermatemydidae |
|  |                |
|  | Kinosternidae  |
|  |                |

| Dermochelyidae |
|                |
| Cheloniidae    |
|                |

|  | Chelydridae                                                      |
|  |                                                                  |
|  | \| \| Dermatemydidae \| \| \| \| \| \| Kinosternidae \| \| \| \| |
|  |                                                                  |
|  | Dermatemydidae                                                   |
|  |                                                                  |
|  | Kinosternidae                                                    |
|  |                                                                  |

|  | Dermatemydidae |
|  |                |
|  | Kinosternidae  |
|  |                |

| Dermochelyidae |
|                |
| Cheloniidae    |
|                |

| Testudinidae |
|              |
| Geoemydidae  |
|              |

| Platysternidae |
|                |
| Emydidae       |
|                |

| Testudinidae |
|              |
| Geoemydidae  |
|              |

| Platysternidae |
|                |
| Emydidae       |
|                |

| Testudinidae |
|              |
| Geoemydidae  |
|              |

| Platysternidae |
|                |
| Emydidae       |
|                |

| Testudinidae |
|              |
| Geoemydidae  |
|              |

| Platysternidae |
|                |
| Emydidae       |
|                |

|  | Chelydridae                                                      |
|  |                                                                  |
|  | \| \| Dermatemydidae \| \| \| \| \| \| Kinosternidae \| \| \| \| |
|  |                                                                  |
|  | Dermatemydidae                                                   |
|  |                                                                  |
|  | Kinosternidae                                                    |
|  |                                                                  |

|  | Dermatemydidae |
|  |                |
|  | Kinosternidae  |
|  |                |

| Dermochelyidae |
|                |
| Cheloniidae    |
|                |

|  | Chelydridae                                                      |
|  |                                                                  |
|  | \| \| Dermatemydidae \| \| \| \| \| \| Kinosternidae \| \| \| \| |
|  |                                                                  |
|  | Dermatemydidae                                                   |
|  |                                                                  |
|  | Kinosternidae                                                    |
|  |                                                                  |

|  | Dermatemydidae |
|  |                |
|  | Kinosternidae  |
|  |                |

| Dermochelyidae |
|                |
| Cheloniidae    |
|                |

| Carettochelyidae |
|                  |
| Trionychidae     |
|                  |

| Testudinidae |
|              |
| Geoemydidae  |
|              |

| Platysternidae |
|                |
| Emydidae       |
|                |

| Testudinidae |
|              |
| Geoemydidae  |
|              |

| Platysternidae |
|                |
| Emydidae       |
|                |

| Testudinidae |
|              |
| Geoemydidae  |
|              |

| Platysternidae |
|                |
| Emydidae       |
|                |

| Testudinidae |
|              |
| Geoemydidae  |
|              |

| Platysternidae |
|                |
| Emydidae       |
|                |

|  | Chelydridae                                                      |
|  |                                                                  |
|  | \| \| Dermatemydidae \| \| \| \| \| \| Kinosternidae \| \| \| \| |
|  |                                                                  |
|  | Dermatemydidae                                                   |
|  |                                                                  |
|  | Kinosternidae                                                    |
|  |                                                                  |

|  | Dermatemydidae |
|  |                |
|  | Kinosternidae  |
|  |                |

| Dermochelyidae |
|                |
| Cheloniidae    |
|                |

|  | Chelydridae                                                      |
|  |                                                                  |
|  | \| \| Dermatemydidae \| \| \| \| \| \| Kinosternidae \| \| \| \| |
|  |                                                                  |
|  | Dermatemydidae                                                   |
|  |                                                                  |
|  | Kinosternidae                                                    |
|  |                                                                  |

|  | Dermatemydidae |
|  |                |
|  | Kinosternidae  |
|  |                |

| Dermochelyidae |
|                |
| Cheloniidae    |
|                |

| Testudinidae |
|              |
| Geoemydidae  |
|              |

| Platysternidae |
|                |
| Emydidae       |
|                |

| Testudinidae |
|              |
| Geoemydidae  |
|              |

| Platysternidae |
|                |
| Emydidae       |
|                |

| Testudinidae |
|              |
| Geoemydidae  |
|              |

| Platysternidae |
|                |
| Emydidae       |
|                |

| Testudinidae |
|              |
| Geoemydidae  |
|              |

| Platysternidae |
|                |
| Emydidae       |
|                |

|  | Chelydridae                                                      |
|  |                                                                  |
|  | \| \| Dermatemydidae \| \| \| \| \| \| Kinosternidae \| \| \| \| |
|  |                                                                  |
|  | Dermatemydidae                                                   |
|  |                                                                  |
|  | Kinosternidae                                                    |
|  |                                                                  |

|  | Dermatemydidae |
|  |                |
|  | Kinosternidae  |
|  |                |

| Dermochelyidae |
|                |
| Cheloniidae    |
|                |

|  | Chelydridae                                                      |
|  |                                                                  |
|  | \| \| Dermatemydidae \| \| \| \| \| \| Kinosternidae \| \| \| \| |
|  |                                                                  |
|  | Dermatemydidae                                                   |
|  |                                                                  |
|  | Kinosternidae                                                    |
|  |                                                                  |

|  | Dermatemydidae |
|  |                |
|  | Kinosternidae  |
|  |                |

| Dermochelyidae |
|                |
| Cheloniidae    |
|                |

| Carettochelyidae |
|                  |
| Trionychidae     |
|                  |

|  | Aves                                                                                                  |
|  | |
|  | \| \| Tyrannosauroidea (Tyrannosaurus) \| \| \| \| \| \| Ornithischia (Brachylophosaurus) \| \| \| \| |
|  | |
|  | Tyrannosauroidea (Tyrannosaurus)                                                                      |
|  | |
|  | Ornithischia (Brachylophosaurus)                                                                      |
|  | |

|  | Tyrannosauroidea (Tyrannosaurus) |
|  |                                  |
|  | Ornithischia (Brachylophosaurus) |
|  |                                  |

|  | Aves                                                                                                  |
|  | |
|  | \| \| Tyrannosauroidea (Tyrannosaurus) \| \| \| \| \| \| Ornithischia (Brachylophosaurus) \| \| \| \| |
|  | |
|  | Tyrannosauroidea (Tyrannosaurus)                                                                      |
|  | |
|  | Ornithischia (Brachylophosaurus)                                                                      |
|  | |

|  | Tyrannosauroidea (Tyrannosaurus) |
|  |                                  |
|  | Ornithischia (Brachylophosaurus) |
|  |                                  |

| Pelomedusoidea | \| \| Pelomedusidae \| \| \| \| \| \| Podocnemididae \| \| \| \| |
|                | \| \| Pelomedusidae \| \| \| \| \| \| Podocnemididae \| \| \| \| |
|                | Chelidae                                                         |
|                |                                                                  |
|                | Pelomedusidae                                                    |
|                |                                                                  |
|                | Podocnemididae                                                   |
|                |                                                                  |

|  | Pelomedusidae  |
|  |                |
|  | Podocnemididae |
|  |                |

| Testudinidae |
|              |
| Geoemydidae  |
|              |

| Platysternidae |
|                |
| Emydidae       |
|                |

| Testudinidae |
|              |
| Geoemydidae  |
|              |

| Platysternidae |
|                |
| Emydidae       |
|                |

| Testudinidae |
|              |
| Geoemydidae  |
|              |

| Platysternidae |
|                |
| Emydidae       |
|                |

| Testudinidae |
|              |
| Geoemydidae  |
|              |

| Platysternidae |
|                |
| Emydidae       |
|                |

|  | Chelydridae                                                      |
|  |                                                                  |
|  | \| \| Dermatemydidae \| \| \| \| \| \| Kinosternidae \| \| \| \| |
|  |                                                                  |
|  | Dermatemydidae                                                   |
|  |                                                                  |
|  | Kinosternidae                                                    |
|  |                                                                  |

|  | Dermatemydidae |
|  |                |
|  | Kinosternidae  |
|  |                |

| Dermochelyidae |
|                |
| Cheloniidae    |
|                |

|  | Chelydridae                                                      |
|  |                                                                  |
|  | \| \| Dermatemydidae \| \| \| \| \| \| Kinosternidae \| \| \| \| |
|  |                                                                  |
|  | Dermatemydidae                                                   |
|  |                                                                  |
|  | Kinosternidae                                                    |
|  |                                                                  |

|  | Dermatemydidae |
|  |                |
|  | Kinosternidae  |
|  |                |

| Dermochelyidae |
|                |
| Cheloniidae    |
|                |

| Testudinidae |
|              |
| Geoemydidae  |
|              |

| Platysternidae |
|                |
| Emydidae       |
|                |

| Testudinidae |
|              |
| Geoemydidae  |
|              |

| Platysternidae |
|                |
| Emydidae       |
|                |

| Testudinidae |
|              |
| Geoemydidae  |
|              |

| Platysternidae |
|                |
| Emydidae       |
|                |

| Testudinidae |
|              |
| Geoemydidae  |
|              |

| Platysternidae |
|                |
| Emydidae       |
|                |

|  | Chelydridae                                                      |
|  |                                                                  |
|  | \| \| Dermatemydidae \| \| \| \| \| \| Kinosternidae \| \| \| \| |
|  |                                                                  |
|  | Dermatemydidae                                                   |
|  |                                                                  |
|  | Kinosternidae                                                    |
|  |                                                                  |

|  | Dermatemydidae |
|  |                |
|  | Kinosternidae  |
|  |                |

| Dermochelyidae |
|                |
| Cheloniidae    |
|                |

|  | Chelydridae                                                      |
|  |                                                                  |
|  | \| \| Dermatemydidae \| \| \| \| \| \| Kinosternidae \| \| \| \| |
|  |                                                                  |
|  | Dermatemydidae                                                   |
|  |                                                                  |
|  | Kinosternidae                                                    |
|  |                                                                  |

|  | Dermatemydidae |
|  |                |
|  | Kinosternidae  |
|  |                |

| Dermochelyidae |
|                |
| Cheloniidae    |
|                |

| Carettochelyidae |
|                  |
| Trionychidae     |
|                  |

| Testudinidae |
|              |
| Geoemydidae  |
|              |

| Platysternidae |
|                |
| Emydidae       |
|                |

| Testudinidae |
|              |
| Geoemydidae  |
|              |

| Platysternidae |
|                |
| Emydidae       |
|                |

| Testudinidae |
|              |
| Geoemydidae  |
|              |

| Platysternidae |
|                |
| Emydidae       |
|                |

| Testudinidae |
|              |
| Geoemydidae  |
|              |

| Platysternidae |
|                |
| Emydidae       |
|                |

|  | Chelydridae                                                      |
|  |                                                                  |
|  | \| \| Dermatemydidae \| \| \| \| \| \| Kinosternidae \| \| \| \| |
|  |                                                                  |
|  | Dermatemydidae                                                   |
|  |                                                                  |
|  | Kinosternidae                                                    |
|  |                                                                  |

|  | Dermatemydidae |
|  |                |
|  | Kinosternidae  |
|  |                |

| Dermochelyidae |
|                |
| Cheloniidae    |
|                |

|  | Chelydridae                                                      |
|  |                                                                  |
|  | \| \| Dermatemydidae \| \| \| \| \| \| Kinosternidae \| \| \| \| |
|  |                                                                  |
|  | Dermatemydidae                                                   |
|  |                                                                  |
|  | Kinosternidae                                                    |
|  |                                                                  |

|  | Dermatemydidae |
|  |                |
|  | Kinosternidae  |
|  |                |

| Dermochelyidae |
|                |
| Cheloniidae    |
|                |

| Testudinidae |
|              |
| Geoemydidae  |
|              |

| Platysternidae |
|                |
| Emydidae       |
|                |

| Testudinidae |
|              |
| Geoemydidae  |
|              |

| Platysternidae |
|                |
| Emydidae       |
|                |

| Testudinidae |
|              |
| Geoemydidae  |
|              |

| Platysternidae |
|                |
| Emydidae       |
|                |

| Testudinidae |
|              |
| Geoemydidae  |
|              |

| Platysternidae |
|                |
| Emydidae       |
|                |

|  | Chelydridae                                                      |
|  |                                                                  |
|  | \| \| Dermatemydidae \| \| \| \| \| \| Kinosternidae \| \| \| \| |
|  |                                                                  |
|  | Dermatemydidae                                                   |
|  |                                                                  |
|  | Kinosternidae                                                    |
|  |                                                                  |

|  | Dermatemydidae |
|  |                |
|  | Kinosternidae  |
|  |                |

| Dermochelyidae |
|                |
| Cheloniidae    |
|                |

|  | Chelydridae                                                      |
|  |                                                                  |
|  | \| \| Dermatemydidae \| \| \| \| \| \| Kinosternidae \| \| \| \| |
|  |                                                                  |
|  | Dermatemydidae                                                   |
|  |                                                                  |
|  | Kinosternidae                                                    |
|  |                                                                  |

|  | Dermatemydidae |
|  |                |
|  | Kinosternidae  |
|  |                |

| Dermochelyidae |
|                |
| Cheloniidae    |
|                |

| Carettochelyidae |
|                  |
| Trionychidae     |
|                  |

| Testudinidae |
|              |
| Geoemydidae  |
|              |

| Platysternidae |
|                |
| Emydidae       |
|                |

| Testudinidae |
|              |
| Geoemydidae  |
|              |

| Platysternidae |
|                |
| Emydidae       |
|                |

| Testudinidae |
|              |
| Geoemydidae  |
|              |

| Platysternidae |
|                |
| Emydidae       |
|                |

| Testudinidae |
|              |
| Geoemydidae  |
|              |

| Platysternidae |
|                |
| Emydidae       |
|                |

|  | Chelydridae                                                      |
|  |                                                                  |
|  | \| \| Dermatemydidae \| \| \| \| \| \| Kinosternidae \| \| \| \| |
|  |                                                                  |
|  | Dermatemydidae                                                   |
|  |                                                                  |
|  | Kinosternidae                                                    |
|  |                                                                  |

|  | Dermatemydidae |
|  |                |
|  | Kinosternidae  |
|  |                |

| Dermochelyidae |
|                |
| Cheloniidae    |
|                |

|  | Chelydridae                                                      |
|  |                                                                  |
|  | \| \| Dermatemydidae \| \| \| \| \| \| Kinosternidae \| \| \| \| |
|  |                                                                  |
|  | Dermatemydidae                                                   |
|  |                                                                  |
|  | Kinosternidae                                                    |
|  |                                                                  |

|  | Dermatemydidae |
|  |                |
|  | Kinosternidae  |
|  |                |

| Dermochelyidae |
|                |
| Cheloniidae    |
|                |

| Testudinidae |
|              |
| Geoemydidae  |
|              |

| Platysternidae |
|                |
| Emydidae       |
|                |

| Testudinidae |
|              |
| Geoemydidae  |
|              |

| Platysternidae |
|                |
| Emydidae       |
|                |

| Testudinidae |
|              |
| Geoemydidae  |
|              |

| Platysternidae |
|                |
| Emydidae       |
|                |

| Testudinidae |
|              |
| Geoemydidae  |
|              |

| Platysternidae |
|                |
| Emydidae       |
|                |

|  | Chelydridae                                                      |
|  |                                                                  |
|  | \| \| Dermatemydidae \| \| \| \| \| \| Kinosternidae \| \| \| \| |
|  |                                                                  |
|  | Dermatemydidae                                                   |
|  |                                                                  |
|  | Kinosternidae                                                    |
|  |                                                                  |

|  | Dermatemydidae |
|  |                |
|  | Kinosternidae  |
|  |                |

| Dermochelyidae |
|                |
| Cheloniidae    |
|                |

|  | Chelydridae                                                      |
|  |                                                                  |
|  | \| \| Dermatemydidae \| \| \| \| \| \| Kinosternidae \| \| \| \| |
|  |                                                                  |
|  | Dermatemydidae                                                   |
|  |                                                                  |
|  | Kinosternidae                                                    |
|  |                                                                  |

|  | Dermatemydidae |
|  |                |
|  | Kinosternidae  |
|  |                |

| Dermochelyidae |
|                |
| Cheloniidae    |
|                |

| Carettochelyidae |
|                  |
| Trionychidae     |
|                  |

| Testudinidae |
|              |
| Geoemydidae  |
|              |

| Platysternidae |
|                |
| Emydidae       |
|                |

| Testudinidae |
|              |
| Geoemydidae  |
|              |

| Platysternidae |
|                |
| Emydidae       |
|                |

| Testudinidae |
|              |
| Geoemydidae  |
|              |

| Platysternidae |
|                |
| Emydidae       |
|                |

| Testudinidae |
|              |
| Geoemydidae  |
|              |

| Platysternidae |
|                |
| Emydidae       |
|                |

|  | Chelydridae                                                      |
|  |                                                                  |
|  | \| \| Dermatemydidae \| \| \| \| \| \| Kinosternidae \| \| \| \| |
|  |                                                                  |
|  | Dermatemydidae                                                   |
|  |                                                                  |
|  | Kinosternidae                                                    |
|  |                                                                  |

|  | Dermatemydidae |
|  |                |
|  | Kinosternidae  |
|  |                |

| Dermochelyidae |
|                |
| Cheloniidae    |
|                |

|  | Chelydridae                                                      |
|  |                                                                  |
|  | \| \| Dermatemydidae \| \| \| \| \| \| Kinosternidae \| \| \| \| |
|  |                                                                  |
|  | Dermatemydidae                                                   |
|  |                                                                  |
|  | Kinosternidae                                                    |
|  |                                                                  |

|  | Dermatemydidae |
|  |                |
|  | Kinosternidae  |
|  |                |

| Dermochelyidae |
|                |
| Cheloniidae    |
|                |

| Testudinidae |
|              |
| Geoemydidae  |
|              |

| Platysternidae |
|                |
| Emydidae       |
|                |

| Testudinidae |
|              |
| Geoemydidae  |
|              |

| Platysternidae |
|                |
| Emydidae       |
|                |

| Testudinidae |
|              |
| Geoemydidae  |
|              |

| Platysternidae |
|                |
| Emydidae       |
|                |

| Testudinidae |
|              |
| Geoemydidae  |
|              |

| Platysternidae |
|                |
| Emydidae       |
|                |

|  | Chelydridae                                                      |
|  |                                                                  |
|  | \| \| Dermatemydidae \| \| \| \| \| \| Kinosternidae \| \| \| \| |
|  |                                                                  |
|  | Dermatemydidae                                                   |
|  |                                                                  |
|  | Kinosternidae                                                    |
|  |                                                                  |

|  | Dermatemydidae |
|  |                |
|  | Kinosternidae  |
|  |                |

| Dermochelyidae |
|                |
| Cheloniidae    |
|                |

|  | Chelydridae                                                      |
|  |                                                                  |
|  | \| \| Dermatemydidae \| \| \| \| \| \| Kinosternidae \| \| \| \| |
|  |                                                                  |
|  | Dermatemydidae                                                   |
|  |                                                                  |
|  | Kinosternidae                                                    |
|  |                                                                  |

|  | Dermatemydidae |
|  |                |
|  | Kinosternidae  |
|  |                |

| Dermochelyidae |
|                |
| Cheloniidae    |
|                |

| Carettochelyidae |
|                  |
| Trionychidae     |
|                  |

| Pelomedusoidea | \| \| Pelomedusidae \| \| \| \| \| \| Podocnemididae \| \| \| \| |
|                | \| \| Pelomedusidae \| \| \| \| \| \| Podocnemididae \| \| \| \| |
|                | Chelidae                                                         |
|                |                                                                  |
|                | Pelomedusidae                                                    |
|                |                                                                  |
|                | Podocnemididae                                                   |
|                |                                                                  |

|  | Pelomedusidae  |
|  |                |
|  | Podocnemididae |
|  |                |

| Testudinidae |
|              |
| Geoemydidae  |
|              |

| Platysternidae |
|                |
| Emydidae       |
|                |

| Testudinidae |
|              |
| Geoemydidae  |
|              |

| Platysternidae |
|                |
| Emydidae       |
|                |

| Testudinidae |
|              |
| Geoemydidae  |
|              |

| Platysternidae |
|                |
| Emydidae       |
|                |

| Testudinidae |
|              |
| Geoemydidae  |
|              |

| Platysternidae |
|                |
| Emydidae       |
|                |

|  | Chelydridae                                                      |
|  |                                                                  |
|  | \| \| Dermatemydidae \| \| \| \| \| \| Kinosternidae \| \| \| \| |
|  |                                                                  |
|  | Dermatemydidae                                                   |
|  |                                                                  |
|  | Kinosternidae                                                    |
|  |                                                                  |

|  | Dermatemydidae |
|  |                |
|  | Kinosternidae  |
|  |                |

| Dermochelyidae |
|                |
| Cheloniidae    |
|                |

|  | Chelydridae                                                      |
|  |                                                                  |
|  | \| \| Dermatemydidae \| \| \| \| \| \| Kinosternidae \| \| \| \| |
|  |                                                                  |
|  | Dermatemydidae                                                   |
|  |                                                                  |
|  | Kinosternidae                                                    |
|  |                                                                  |

|  | Dermatemydidae |
|  |                |
|  | Kinosternidae  |
|  |                |

| Dermochelyidae |
|                |
| Cheloniidae    |
|                |

| Testudinidae |
|              |
| Geoemydidae  |
|              |

| Platysternidae |
|                |
| Emydidae       |
|                |

| Testudinidae |
|              |
| Geoemydidae  |
|              |

| Platysternidae |
|                |
| Emydidae       |
|                |

| Testudinidae |
|              |
| Geoemydidae  |
|              |

| Platysternidae |
|                |
| Emydidae       |
|                |

| Testudinidae |
|              |
| Geoemydidae  |
|              |

| Platysternidae |
|                |
| Emydidae       |
|                |

|  | Chelydridae                                                      |
|  |                                                                  |
|  | \| \| Dermatemydidae \| \| \| \| \| \| Kinosternidae \| \| \| \| |
|  |                                                                  |
|  | Dermatemydidae                                                   |
|  |                                                                  |
|  | Kinosternidae                                                    |
|  |                                                                  |

|  | Dermatemydidae |
|  |                |
|  | Kinosternidae  |
|  |                |

| Dermochelyidae |
|                |
| Cheloniidae    |
|                |

|  | Chelydridae                                                      |
|  |                                                                  |
|  | \| \| Dermatemydidae \| \| \| \| \| \| Kinosternidae \| \| \| \| |
|  |                                                                  |
|  | Dermatemydidae                                                   |
|  |                                                                  |
|  | Kinosternidae                                                    |
|  |                                                                  |

|  | Dermatemydidae |
|  |                |
|  | Kinosternidae  |
|  |                |

| Dermochelyidae |
|                |
| Cheloniidae    |
|                |

| Carettochelyidae |
|                  |
| Trionychidae     |
|                  |

| Testudinidae |
|              |
| Geoemydidae  |
|              |

| Platysternidae |
|                |
| Emydidae       |
|                |

| Testudinidae |
|              |
| Geoemydidae  |
|              |

| Platysternidae |
|                |
| Emydidae       |
|                |

| Testudinidae |
|              |
| Geoemydidae  |
|              |

| Platysternidae |
|                |
| Emydidae       |
|                |

| Testudinidae |
|              |
| Geoemydidae  |
|              |

| Platysternidae |
|                |
| Emydidae       |
|                |

|  | Chelydridae                                                      |
|  |                                                                  |
|  | \| \| Dermatemydidae \| \| \| \| \| \| Kinosternidae \| \| \| \| |
|  |                                                                  |
|  | Dermatemydidae                                                   |
|  |                                                                  |
|  | Kinosternidae                                                    |
|  |                                                                  |

|  | Dermatemydidae |
|  |                |
|  | Kinosternidae  |
|  |                |

| Dermochelyidae |
|                |
| Cheloniidae    |
|                |

|  | Chelydridae                                                      |
|  |                                                                  |
|  | \| \| Dermatemydidae \| \| \| \| \| \| Kinosternidae \| \| \| \| |
|  |                                                                  |
|  | Dermatemydidae                                                   |
|  |                                                                  |
|  | Kinosternidae                                                    |
|  |                                                                  |

|  | Dermatemydidae |
|  |                |
|  | Kinosternidae  |
|  |                |

| Dermochelyidae |
|                |
| Cheloniidae    |
|                |

| Testudinidae |
|              |
| Geoemydidae  |
|              |

| Platysternidae |
|                |
| Emydidae       |
|                |

| Testudinidae |
|              |
| Geoemydidae  |
|              |

| Platysternidae |
|                |
| Emydidae       |
|                |

| Testudinidae |
|              |
| Geoemydidae  |
|              |

| Platysternidae |
|                |
| Emydidae       |
|                |

| Testudinidae |
|              |
| Geoemydidae  |
|              |

| Platysternidae |
|                |
| Emydidae       |
|                |

|  | Chelydridae                                                      |
|  |                                                                  |
|  | \| \| Dermatemydidae \| \| \| \| \| \| Kinosternidae \| \| \| \| |
|  |                                                                  |
|  | Dermatemydidae                                                   |
|  |                                                                  |
|  | Kinosternidae                                                    |
|  |                                                                  |

|  | Dermatemydidae |
|  |                |
|  | Kinosternidae  |
|  |                |

| Dermochelyidae |
|                |
| Cheloniidae    |
|                |

|  | Chelydridae                                                      |
|  |                                                                  |
|  | \| \| Dermatemydidae \| \| \| \| \| \| Kinosternidae \| \| \| \| |
|  |                                                                  |
|  | Dermatemydidae                                                   |
|  |                                                                  |
|  | Kinosternidae                                                    |
|  |                                                                  |

|  | Dermatemydidae |
|  |                |
|  | Kinosternidae  |
|  |                |

| Dermochelyidae |
|                |
| Cheloniidae    |
|                |

| Carettochelyidae |
|                  |
| Trionychidae     |
|                  |

| Testudinidae |
|              |
| Geoemydidae  |
|              |

| Platysternidae |
|                |
| Emydidae       |
|                |

| Testudinidae |
|              |
| Geoemydidae  |
|              |

| Platysternidae |
|                |
| Emydidae       |
|                |

| Testudinidae |
|              |
| Geoemydidae  |
|              |

| Platysternidae |
|                |
| Emydidae       |
|                |

| Testudinidae |
|              |
| Geoemydidae  |
|              |

| Platysternidae |
|                |
| Emydidae       |
|                |

|  | Chelydridae                                                      |
|  |                                                                  |
|  | \| \| Dermatemydidae \| \| \| \| \| \| Kinosternidae \| \| \| \| |
|  |                                                                  |
|  | Dermatemydidae                                                   |
|  |                                                                  |
|  | Kinosternidae                                                    |
|  |                                                                  |

|  | Dermatemydidae |
|  |                |
|  | Kinosternidae  |
|  |                |

| Dermochelyidae |
|                |
| Cheloniidae    |
|                |

|  | Chelydridae                                                      |
|  |                                                                  |
|  | \| \| Dermatemydidae \| \| \| \| \| \| Kinosternidae \| \| \| \| |
|  |                                                                  |
|  | Dermatemydidae                                                   |
|  |                                                                  |
|  | Kinosternidae                                                    |
|  |                                                                  |

|  | Dermatemydidae |
|  |                |
|  | Kinosternidae  |
|  |                |

| Dermochelyidae |
|                |
| Cheloniidae    |
|                |

| Testudinidae |
|              |
| Geoemydidae  |
|              |

| Platysternidae |
|                |
| Emydidae       |
|                |

| Testudinidae |
|              |
| Geoemydidae  |
|              |

| Platysternidae |
|                |
| Emydidae       |
|                |

| Testudinidae |
|              |
| Geoemydidae  |
|              |

| Platysternidae |
|                |
| Emydidae       |
|                |

| Testudinidae |
|              |
| Geoemydidae  |
|              |

| Platysternidae |
|                |
| Emydidae       |
|                |

|  | Chelydridae                                                      |
|  |                                                                  |
|  | \| \| Dermatemydidae \| \| \| \| \| \| Kinosternidae \| \| \| \| |
|  |                                                                  |
|  | Dermatemydidae                                                   |
|  |                                                                  |
|  | Kinosternidae                                                    |
|  |                                                                  |

|  | Dermatemydidae |
|  |                |
|  | Kinosternidae  |
|  |                |

| Dermochelyidae |
|                |
| Cheloniidae    |
|                |

|  | Chelydridae                                                      |
|  |                                                                  |
|  | \| \| Dermatemydidae \| \| \| \| \| \| Kinosternidae \| \| \| \| |
|  |                                                                  |
|  | Dermatemydidae                                                   |
|  |                                                                  |
|  | Kinosternidae                                                    |
|  |                                                                  |

|  | Dermatemydidae |
|  |                |
|  | Kinosternidae  |
|  |                |

| Dermochelyidae |
|                |
| Cheloniidae    |
|                |

| Carettochelyidae |
|                  |
| Trionychidae     |
|                  |

| Testudinidae |
|              |
| Geoemydidae  |
|              |

| Platysternidae |
|                |
| Emydidae       |
|                |

| Testudinidae |
|              |
| Geoemydidae  |
|              |

| Platysternidae |
|                |
| Emydidae       |
|                |

| Testudinidae |
|              |
| Geoemydidae  |
|              |

| Platysternidae |
|                |
| Emydidae       |
|                |

| Testudinidae |
|              |
| Geoemydidae  |
|              |

| Platysternidae |
|                |
| Emydidae       |
|                |

|  | Chelydridae                                                      |
|  |                                                                  |
|  | \| \| Dermatemydidae \| \| \| \| \| \| Kinosternidae \| \| \| \| |
|  |                                                                  |
|  | Dermatemydidae                                                   |
|  |                                                                  |
|  | Kinosternidae                                                    |
|  |                                                                  |

|  | Dermatemydidae |
|  |                |
|  | Kinosternidae  |
|  |                |

| Dermochelyidae |
|                |
| Cheloniidae    |
|                |

|  | Chelydridae                                                      |
|  |                                                                  |
|  | \| \| Dermatemydidae \| \| \| \| \| \| Kinosternidae \| \| \| \| |
|  |                                                                  |
|  | Dermatemydidae                                                   |
|  |                                                                  |
|  | Kinosternidae                                                    |
|  |                                                                  |

|  | Dermatemydidae |
|  |                |
|  | Kinosternidae  |
|  |                |

| Dermochelyidae |
|                |
| Cheloniidae    |
|                |

| Testudinidae |
|              |
| Geoemydidae  |
|              |

| Platysternidae |
|                |
| Emydidae       |
|                |

| Testudinidae |
|              |
| Geoemydidae  |
|              |

| Platysternidae |
|                |
| Emydidae       |
|                |

| Testudinidae |
|              |
| Geoemydidae  |
|              |

| Platysternidae |
|                |
| Emydidae       |
|                |

| Testudinidae |
|              |
| Geoemydidae  |
|              |

| Platysternidae |
|                |
| Emydidae       |
|                |

|  | Chelydridae                                                      |
|  |                                                                  |
|  | \| \| Dermatemydidae \| \| \| \| \| \| Kinosternidae \| \| \| \| |
|  |                                                                  |
|  | Dermatemydidae                                                   |
|  |                                                                  |
|  | Kinosternidae                                                    |
|  |                                                                  |

|  | Dermatemydidae |
|  |                |
|  | Kinosternidae  |
|  |                |

| Dermochelyidae |
|                |
| Cheloniidae    |
|                |

|  | Chelydridae                                                      |
|  |                                                                  |
|  | \| \| Dermatemydidae \| \| \| \| \| \| Kinosternidae \| \| \| \| |
|  |                                                                  |
|  | Dermatemydidae                                                   |
|  |                                                                  |
|  | Kinosternidae                                                    |
|  |                                                                  |

|  | Dermatemydidae |
|  |                |
|  | Kinosternidae  |
|  |                |

| Dermochelyidae |
|                |
| Cheloniidae    |
|                |

| Carettochelyidae |
|                  |
| Trionychidae     |
|                  |

|  | Sphenodontia |
|  |              |
|  | Squamata     |
|  |              |

|  | Aves                                                                                                  |
|  | |
|  | \| \| Tyrannosauroidea (Tyrannosaurus) \| \| \| \| \| \| Ornithischia (Brachylophosaurus) \| \| \| \| |
|  | |
|  | Tyrannosauroidea (Tyrannosaurus)                                                                      |
|  | |
|  | Ornithischia (Brachylophosaurus)                                                                      |
|  | |

|  | Tyrannosauroidea (Tyrannosaurus) |
|  |                                  |
|  | Ornithischia (Brachylophosaurus) |
|  |                                  |

|  | Aves                                                                                                  |
|  | |
|  | \| \| Tyrannosauroidea (Tyrannosaurus) \| \| \| \| \| \| Ornithischia (Brachylophosaurus) \| \| \| \| |
|  | |
|  | Tyrannosauroidea (Tyrannosaurus)                                                                      |
|  | |
|  | Ornithischia (Brachylophosaurus)                                                                      |
|  | |

|  | Tyrannosauroidea (Tyrannosaurus) |
|  |                                  |
|  | Ornithischia (Brachylophosaurus) |
|  |                                  |

| Pelomedusoidea | \| \| Pelomedusidae \| \| \| \| \| \| Podocnemididae \| \| \| \| |
|                | \| \| Pelomedusidae \| \| \| \| \| \| Podocnemididae \| \| \| \| |
|                | Chelidae                                                         |
|                |                                                                  |
|                | Pelomedusidae                                                    |
|                |                                                                  |
|                | Podocnemididae                                                   |
|                |                                                                  |

|  | Pelomedusidae  |
|  |                |
|  | Podocnemididae |
|  |                |

| Testudinidae |
|              |
| Geoemydidae  |
|              |

| Platysternidae |
|                |
| Emydidae       |
|                |

| Testudinidae |
|              |
| Geoemydidae  |
|              |

| Platysternidae |
|                |
| Emydidae       |
|                |

| Testudinidae |
|              |
| Geoemydidae  |
|              |

| Platysternidae |
|                |
| Emydidae       |
|                |

| Testudinidae |
|              |
| Geoemydidae  |
|              |

| Platysternidae |
|                |
| Emydidae       |
|                |

|  | Chelydridae                                                      |
|  |                                                                  |
|  | \| \| Dermatemydidae \| \| \| \| \| \| Kinosternidae \| \| \| \| |
|  |                                                                  |
|  | Dermatemydidae                                                   |
|  |                                                                  |
|  | Kinosternidae                                                    |
|  |                                                                  |

|  | Dermatemydidae |
|  |                |
|  | Kinosternidae  |
|  |                |

| Dermochelyidae |
|                |
| Cheloniidae    |
|                |

|  | Chelydridae                                                      |
|  |                                                                  |
|  | \| \| Dermatemydidae \| \| \| \| \| \| Kinosternidae \| \| \| \| |
|  |                                                                  |
|  | Dermatemydidae                                                   |
|  |                                                                  |
|  | Kinosternidae                                                    |
|  |                                                                  |

|  | Dermatemydidae |
|  |                |
|  | Kinosternidae  |
|  |                |

| Dermochelyidae |
|                |
| Cheloniidae    |
|                |

| Testudinidae |
|              |
| Geoemydidae  |
|              |

| Platysternidae |
|                |
| Emydidae       |
|                |

| Testudinidae |
|              |
| Geoemydidae  |
|              |

| Platysternidae |
|                |
| Emydidae       |
|                |

| Testudinidae |
|              |
| Geoemydidae  |
|              |

| Platysternidae |
|                |
| Emydidae       |
|                |

| Testudinidae |
|              |
| Geoemydidae  |
|              |

| Platysternidae |
|                |
| Emydidae       |
|                |

|  | Chelydridae                                                      |
|  |                                                                  |
|  | \| \| Dermatemydidae \| \| \| \| \| \| Kinosternidae \| \| \| \| |
|  |                                                                  |
|  | Dermatemydidae                                                   |
|  |                                                                  |
|  | Kinosternidae                                                    |
|  |                                                                  |

|  | Dermatemydidae |
|  |                |
|  | Kinosternidae  |
|  |                |

| Dermochelyidae |
|                |
| Cheloniidae    |
|                |

|  | Chelydridae                                                      |
|  |                                                                  |
|  | \| \| Dermatemydidae \| \| \| \| \| \| Kinosternidae \| \| \| \| |
|  |                                                                  |
|  | Dermatemydidae                                                   |
|  |                                                                  |
|  | Kinosternidae                                                    |
|  |                                                                  |

|  | Dermatemydidae |
|  |                |
|  | Kinosternidae  |
|  |                |

| Dermochelyidae |
|                |
| Cheloniidae    |
|                |

| Carettochelyidae |
|                  |
| Trionychidae     |
|                  |

| Testudinidae |
|              |
| Geoemydidae  |
|              |

| Platysternidae |
|                |
| Emydidae       |
|                |

| Testudinidae |
|              |
| Geoemydidae  |
|              |

| Platysternidae |
|                |
| Emydidae       |
|                |

| Testudinidae |
|              |
| Geoemydidae  |
|              |

| Platysternidae |
|                |
| Emydidae       |
|                |

| Testudinidae |
|              |
| Geoemydidae  |
|              |

| Platysternidae |
|                |
| Emydidae       |
|                |

|  | Chelydridae                                                      |
|  |                                                                  |
|  | \| \| Dermatemydidae \| \| \| \| \| \| Kinosternidae \| \| \| \| |
|  |                                                                  |
|  | Dermatemydidae                                                   |
|  |                                                                  |
|  | Kinosternidae                                                    |
|  |                                                                  |

|  | Dermatemydidae |
|  |                |
|  | Kinosternidae  |
|  |                |

| Dermochelyidae |
|                |
| Cheloniidae    |
|                |

|  | Chelydridae                                                      |
|  |                                                                  |
|  | \| \| Dermatemydidae \| \| \| \| \| \| Kinosternidae \| \| \| \| |
|  |                                                                  |
|  | Dermatemydidae                                                   |
|  |                                                                  |
|  | Kinosternidae                                                    |
|  |                                                                  |

|  | Dermatemydidae |
|  |                |
|  | Kinosternidae  |
|  |                |

| Dermochelyidae |
|                |
| Cheloniidae    |
|                |

| Testudinidae |
|              |
| Geoemydidae  |
|              |

| Platysternidae |
|                |
| Emydidae       |
|                |

| Testudinidae |
|              |
| Geoemydidae  |
|              |

| Platysternidae |
|                |
| Emydidae       |
|                |

| Testudinidae |
|              |
| Geoemydidae  |
|              |

| Platysternidae |
|                |
| Emydidae       |
|                |

| Testudinidae |
|              |
| Geoemydidae  |
|              |

| Platysternidae |
|                |
| Emydidae       |
|                |

|  | Chelydridae                                                      |
|  |                                                                  |
|  | \| \| Dermatemydidae \| \| \| \| \| \| Kinosternidae \| \| \| \| |
|  |                                                                  |
|  | Dermatemydidae                                                   |
|  |                                                                  |
|  | Kinosternidae                                                    |
|  |                                                                  |

|  | Dermatemydidae |
|  |                |
|  | Kinosternidae  |
|  |                |

| Dermochelyidae |
|                |
| Cheloniidae    |
|                |

|  | Chelydridae                                                      |
|  |                                                                  |
|  | \| \| Dermatemydidae \| \| \| \| \| \| Kinosternidae \| \| \| \| |
|  |                                                                  |
|  | Dermatemydidae                                                   |
|  |                                                                  |
|  | Kinosternidae                                                    |
|  |                                                                  |

|  | Dermatemydidae |
|  |                |
|  | Kinosternidae  |
|  |                |

| Dermochelyidae |
|                |
| Cheloniidae    |
|                |

| Carettochelyidae |
|                  |
| Trionychidae     |
|                  |

| Testudinidae |
|              |
| Geoemydidae  |
|              |

| Platysternidae |
|                |
| Emydidae       |
|                |

| Testudinidae |
|              |
| Geoemydidae  |
|              |

| Platysternidae |
|                |
| Emydidae       |
|                |

| Testudinidae |
|              |
| Geoemydidae  |
|              |

| Platysternidae |
|                |
| Emydidae       |
|                |

| Testudinidae |
|              |
| Geoemydidae  |
|              |

| Platysternidae |
|                |
| Emydidae       |
|                |

|  | Chelydridae                                                      |
|  |                                                                  |
|  | \| \| Dermatemydidae \| \| \| \| \| \| Kinosternidae \| \| \| \| |
|  |                                                                  |
|  | Dermatemydidae                                                   |
|  |                                                                  |
|  | Kinosternidae                                                    |
|  |                                                                  |

|  | Dermatemydidae |
|  |                |
|  | Kinosternidae  |
|  |                |

| Dermochelyidae |
|                |
| Cheloniidae    |
|                |

|  | Chelydridae                                                      |
|  |                                                                  |
|  | \| \| Dermatemydidae \| \| \| \| \| \| Kinosternidae \| \| \| \| |
|  |                                                                  |
|  | Dermatemydidae                                                   |
|  |                                                                  |
|  | Kinosternidae                                                    |
|  |                                                                  |

|  | Dermatemydidae |
|  |                |
|  | Kinosternidae  |
|  |                |

| Dermochelyidae |
|                |
| Cheloniidae    |
|                |

| Testudinidae |
|              |
| Geoemydidae  |
|              |

| Platysternidae |
|                |
| Emydidae       |
|                |

| Testudinidae |
|              |
| Geoemydidae  |
|              |

| Platysternidae |
|                |
| Emydidae       |
|                |

| Testudinidae |
|              |
| Geoemydidae  |
|              |

| Platysternidae |
|                |
| Emydidae       |
|                |

| Testudinidae |
|              |
| Geoemydidae  |
|              |

| Platysternidae |
|                |
| Emydidae       |
|                |

|  | Chelydridae                                                      |
|  |                                                                  |
|  | \| \| Dermatemydidae \| \| \| \| \| \| Kinosternidae \| \| \| \| |
|  |                                                                  |
|  | Dermatemydidae                                                   |
|  |                                                                  |
|  | Kinosternidae                                                    |
|  |                                                                  |

|  | Dermatemydidae |
|  |                |
|  | Kinosternidae  |
|  |                |

| Dermochelyidae |
|                |
| Cheloniidae    |
|                |

|  | Chelydridae                                                      |
|  |                                                                  |
|  | \| \| Dermatemydidae \| \| \| \| \| \| Kinosternidae \| \| \| \| |
|  |                                                                  |
|  | Dermatemydidae                                                   |
|  |                                                                  |
|  | Kinosternidae                                                    |
|  |                                                                  |

|  | Dermatemydidae |
|  |                |
|  | Kinosternidae  |
|  |                |

| Dermochelyidae |
|                |
| Cheloniidae    |
|                |

| Carettochelyidae |
|                  |
| Trionychidae     |
|                  |

| Testudinidae |
|              |
| Geoemydidae  |
|              |

| Platysternidae |
|                |
| Emydidae       |
|                |

| Testudinidae |
|              |
| Geoemydidae  |
|              |

| Platysternidae |
|                |
| Emydidae       |
|                |

| Testudinidae |
|              |
| Geoemydidae  |
|              |

| Platysternidae |
|                |
| Emydidae       |
|                |

| Testudinidae |
|              |
| Geoemydidae  |
|              |

| Platysternidae |
|                |
| Emydidae       |
|                |

|  | Chelydridae                                                      |
|  |                                                                  |
|  | \| \| Dermatemydidae \| \| \| \| \| \| Kinosternidae \| \| \| \| |
|  |                                                                  |
|  | Dermatemydidae                                                   |
|  |                                                                  |
|  | Kinosternidae                                                    |
|  |                                                                  |

|  | Dermatemydidae |
|  |                |
|  | Kinosternidae  |
|  |                |

| Dermochelyidae |
|                |
| Cheloniidae    |
|                |

|  | Chelydridae                                                      |
|  |                                                                  |
|  | \| \| Dermatemydidae \| \| \| \| \| \| Kinosternidae \| \| \| \| |
|  |                                                                  |
|  | Dermatemydidae                                                   |
|  |                                                                  |
|  | Kinosternidae                                                    |
|  |                                                                  |

|  | Dermatemydidae |
|  |                |
|  | Kinosternidae  |
|  |                |

| Dermochelyidae |
|                |
| Cheloniidae    |
|                |

| Testudinidae |
|              |
| Geoemydidae  |
|              |

| Platysternidae |
|                |
| Emydidae       |
|                |

| Testudinidae |
|              |
| Geoemydidae  |
|              |

| Platysternidae |
|                |
| Emydidae       |
|                |

| Testudinidae |
|              |
| Geoemydidae  |
|              |

| Platysternidae |
|                |
| Emydidae       |
|                |

| Testudinidae |
|              |
| Geoemydidae  |
|              |

| Platysternidae |
|                |
| Emydidae       |
|                |

|  | Chelydridae                                                      |
|  |                                                                  |
|  | \| \| Dermatemydidae \| \| \| \| \| \| Kinosternidae \| \| \| \| |
|  |                                                                  |
|  | Dermatemydidae                                                   |
|  |                                                                  |
|  | Kinosternidae                                                    |
|  |                                                                  |

|  | Dermatemydidae |
|  |                |
|  | Kinosternidae  |
|  |                |

| Dermochelyidae |
|                |
| Cheloniidae    |
|                |

|  | Chelydridae                                                      |
|  |                                                                  |
|  | \| \| Dermatemydidae \| \| \| \| \| \| Kinosternidae \| \| \| \| |
|  |                                                                  |
|  | Dermatemydidae                                                   |
|  |                                                                  |
|  | Kinosternidae                                                    |
|  |                                                                  |

|  | Dermatemydidae |
|  |                |
|  | Kinosternidae  |
|  |                |

| Dermochelyidae |
|                |
| Cheloniidae    |
|                |

| Carettochelyidae |
|                  |
| Trionychidae     |
|                  |

| Pelomedusoidea | \| \| Pelomedusidae \| \| \| \| \| \| Podocnemididae \| \| \| \| |
|                | \| \| Pelomedusidae \| \| \| \| \| \| Podocnemididae \| \| \| \| |
|                | Chelidae                                                         |
|                |                                                                  |
|                | Pelomedusidae                                                    |
|                |                                                                  |
|                | Podocnemididae                                                   |
|                |                                                                  |

|  | Pelomedusidae  |
|  |                |
|  | Podocnemididae |
|  |                |

| Testudinidae |
|              |
| Geoemydidae  |
|              |

| Platysternidae |
|                |
| Emydidae       |
|                |

| Testudinidae |
|              |
| Geoemydidae  |
|              |

| Platysternidae |
|                |
| Emydidae       |
|                |

| Testudinidae |
|              |
| Geoemydidae  |
|              |

| Platysternidae |
|                |
| Emydidae       |
|                |

| Testudinidae |
|              |
| Geoemydidae  |
|              |

| Platysternidae |
|                |
| Emydidae       |
|                |

|  | Chelydridae                                                      |
|  |                                                                  |
|  | \| \| Dermatemydidae \| \| \| \| \| \| Kinosternidae \| \| \| \| |
|  |                                                                  |
|  | Dermatemydidae                                                   |
|  |                                                                  |
|  | Kinosternidae                                                    |
|  |                                                                  |

|  | Dermatemydidae |
|  |                |
|  | Kinosternidae  |
|  |                |

| Dermochelyidae |
|                |
| Cheloniidae    |
|                |

|  | Chelydridae                                                      |
|  |                                                                  |
|  | \| \| Dermatemydidae \| \| \| \| \| \| Kinosternidae \| \| \| \| |
|  |                                                                  |
|  | Dermatemydidae                                                   |
|  |                                                                  |
|  | Kinosternidae                                                    |
|  |                                                                  |

|  | Dermatemydidae |
|  |                |
|  | Kinosternidae  |
|  |                |

| Dermochelyidae |
|                |
| Cheloniidae    |
|                |

| Testudinidae |
|              |
| Geoemydidae  |
|              |

| Platysternidae |
|                |
| Emydidae       |
|                |

| Testudinidae |
|              |
| Geoemydidae  |
|              |

| Platysternidae |
|                |
| Emydidae       |
|                |

| Testudinidae |
|              |
| Geoemydidae  |
|              |

| Platysternidae |
|                |
| Emydidae       |
|                |

| Testudinidae |
|              |
| Geoemydidae  |
|              |

| Platysternidae |
|                |
| Emydidae       |
|                |

|  | Chelydridae                                                      |
|  |                                                                  |
|  | \| \| Dermatemydidae \| \| \| \| \| \| Kinosternidae \| \| \| \| |
|  |                                                                  |
|  | Dermatemydidae                                                   |
|  |                                                                  |
|  | Kinosternidae                                                    |
|  |                                                                  |

|  | Dermatemydidae |
|  |                |
|  | Kinosternidae  |
|  |                |

| Dermochelyidae |
|                |
| Cheloniidae    |
|                |

|  | Chelydridae                                                      |
|  |                                                                  |
|  | \| \| Dermatemydidae \| \| \| \| \| \| Kinosternidae \| \| \| \| |
|  |                                                                  |
|  | Dermatemydidae                                                   |
|  |                                                                  |
|  | Kinosternidae                                                    |
|  |                                                                  |

|  | Dermatemydidae |
|  |                |
|  | Kinosternidae  |
|  |                |

| Dermochelyidae |
|                |
| Cheloniidae    |
|                |

| Carettochelyidae |
|                  |
| Trionychidae     |
|                  |

| Testudinidae |
|              |
| Geoemydidae  |
|              |

| Platysternidae |
|                |
| Emydidae       |
|                |

| Testudinidae |
|              |
| Geoemydidae  |
|              |

| Platysternidae |
|                |
| Emydidae       |
|                |

| Testudinidae |
|              |
| Geoemydidae  |
|              |

| Platysternidae |
|                |
| Emydidae       |
|                |

| Testudinidae |
|              |
| Geoemydidae  |
|              |

| Platysternidae |
|                |
| Emydidae       |
|                |

|  | Chelydridae                                                      |
|  |                                                                  |
|  | \| \| Dermatemydidae \| \| \| \| \| \| Kinosternidae \| \| \| \| |
|  |                                                                  |
|  | Dermatemydidae                                                   |
|  |                                                                  |
|  | Kinosternidae                                                    |
|  |                                                                  |

|  | Dermatemydidae |
|  |                |
|  | Kinosternidae  |
|  |                |

| Dermochelyidae |
|                |
| Cheloniidae    |
|                |

|  | Chelydridae                                                      |
|  |                                                                  |
|  | \| \| Dermatemydidae \| \| \| \| \| \| Kinosternidae \| \| \| \| |
|  |                                                                  |
|  | Dermatemydidae                                                   |
|  |                                                                  |
|  | Kinosternidae                                                    |
|  |                                                                  |

|  | Dermatemydidae |
|  |                |
|  | Kinosternidae  |
|  |                |

| Dermochelyidae |
|                |
| Cheloniidae    |
|                |

| Testudinidae |
|              |
| Geoemydidae  |
|              |

| Platysternidae |
|                |
| Emydidae       |
|                |

| Testudinidae |
|              |
| Geoemydidae  |
|              |

| Platysternidae |
|                |
| Emydidae       |
|                |

| Testudinidae |
|              |
| Geoemydidae  |
|              |

| Platysternidae |
|                |
| Emydidae       |
|                |

| Testudinidae |
|              |
| Geoemydidae  |
|              |

| Platysternidae |
|                |
| Emydidae       |
|                |

|  | Chelydridae                                                      |
|  |                                                                  |
|  | \| \| Dermatemydidae \| \| \| \| \| \| Kinosternidae \| \| \| \| |
|  |                                                                  |
|  | Dermatemydidae                                                   |
|  |                                                                  |
|  | Kinosternidae                                                    |
|  |                                                                  |

|  | Dermatemydidae |
|  |                |
|  | Kinosternidae  |
|  |                |

| Dermochelyidae |
|                |
| Cheloniidae    |
|                |

|  | Chelydridae                                                      |
|  |                                                                  |
|  | \| \| Dermatemydidae \| \| \| \| \| \| Kinosternidae \| \| \| \| |
|  |                                                                  |
|  | Dermatemydidae                                                   |
|  |                                                                  |
|  | Kinosternidae                                                    |
|  |                                                                  |

|  | Dermatemydidae |
|  |                |
|  | Kinosternidae  |
|  |                |

| Dermochelyidae |
|                |
| Cheloniidae    |
|                |

| Carettochelyidae |
|                  |
| Trionychidae     |
|                  |

| Testudinidae |
|              |
| Geoemydidae  |
|              |

| Platysternidae |
|                |
| Emydidae       |
|                |

| Testudinidae |
|              |
| Geoemydidae  |
|              |

| Platysternidae |
|                |
| Emydidae       |
|                |

| Testudinidae |
|              |
| Geoemydidae  |
|              |

| Platysternidae |
|                |
| Emydidae       |
|                |

| Testudinidae |
|              |
| Geoemydidae  |
|              |

| Platysternidae |
|                |
| Emydidae       |
|                |

|  | Chelydridae                                                      |
|  |                                                                  |
|  | \| \| Dermatemydidae \| \| \| \| \| \| Kinosternidae \| \| \| \| |
|  |                                                                  |
|  | Dermatemydidae                                                   |
|  |                                                                  |
|  | Kinosternidae                                                    |
|  |                                                                  |

|  | Dermatemydidae |
|  |                |
|  | Kinosternidae  |
|  |                |

| Dermochelyidae |
|                |
| Cheloniidae    |
|                |

|  | Chelydridae                                                      |
|  |                                                                  |
|  | \| \| Dermatemydidae \| \| \| \| \| \| Kinosternidae \| \| \| \| |
|  |                                                                  |
|  | Dermatemydidae                                                   |
|  |                                                                  |
|  | Kinosternidae                                                    |
|  |                                                                  |

|  | Dermatemydidae |
|  |                |
|  | Kinosternidae  |
|  |                |

| Dermochelyidae |
|                |
| Cheloniidae    |
|                |

| Testudinidae |
|              |
| Geoemydidae  |
|              |

| Platysternidae |
|                |
| Emydidae       |
|                |

| Testudinidae |
|              |
| Geoemydidae  |
|              |

| Platysternidae |
|                |
| Emydidae       |
|                |

| Testudinidae |
|              |
| Geoemydidae  |
|              |

| Platysternidae |
|                |
| Emydidae       |
|                |

| Testudinidae |
|              |
| Geoemydidae  |
|              |

| Platysternidae |
|                |
| Emydidae       |
|                |

|  | Chelydridae                                                      |
|  |                                                                  |
|  | \| \| Dermatemydidae \| \| \| \| \| \| Kinosternidae \| \| \| \| |
|  |                                                                  |
|  | Dermatemydidae                                                   |
|  |                                                                  |
|  | Kinosternidae                                                    |
|  |                                                                  |

|  | Dermatemydidae |
|  |                |
|  | Kinosternidae  |
|  |                |

| Dermochelyidae |
|                |
| Cheloniidae    |
|                |

|  | Chelydridae                                                      |
|  |                                                                  |
|  | \| \| Dermatemydidae \| \| \| \| \| \| Kinosternidae \| \| \| \| |
|  |                                                                  |
|  | Dermatemydidae                                                   |
|  |                                                                  |
|  | Kinosternidae                                                    |
|  |                                                                  |

|  | Dermatemydidae |
|  |                |
|  | Kinosternidae  |
|  |                |

| Dermochelyidae |
|                |
| Cheloniidae    |
|                |

| Carettochelyidae |
|                  |
| Trionychidae     |
|                  |

| Testudinidae |
|              |
| Geoemydidae  |
|              |

| Platysternidae |
|                |
| Emydidae       |
|                |

| Testudinidae |
|              |
| Geoemydidae  |
|              |

| Platysternidae |
|                |
| Emydidae       |
|                |

| Testudinidae |
|              |
| Geoemydidae  |
|              |

| Platysternidae |
|                |
| Emydidae       |
|                |

| Testudinidae |
|              |
| Geoemydidae  |
|              |

| Platysternidae |
|                |
| Emydidae       |
|                |

|  | Chelydridae                                                      |
|  |                                                                  |
|  | \| \| Dermatemydidae \| \| \| \| \| \| Kinosternidae \| \| \| \| |
|  |                                                                  |
|  | Dermatemydidae                                                   |
|  |                                                                  |
|  | Kinosternidae                                                    |
|  |                                                                  |

|  | Dermatemydidae |
|  |                |
|  | Kinosternidae  |
|  |                |

| Dermochelyidae |
|                |
| Cheloniidae    |
|                |

|  | Chelydridae                                                      |
|  |                                                                  |
|  | \| \| Dermatemydidae \| \| \| \| \| \| Kinosternidae \| \| \| \| |
|  |                                                                  |
|  | Dermatemydidae                                                   |
|  |                                                                  |
|  | Kinosternidae                                                    |
|  |                                                                  |

|  | Dermatemydidae |
|  |                |
|  | Kinosternidae  |
|  |                |

| Dermochelyidae |
|                |
| Cheloniidae    |
|                |

| Testudinidae |
|              |
| Geoemydidae  |
|              |

| Platysternidae |
|                |
| Emydidae       |
|                |

| Testudinidae |
|              |
| Geoemydidae  |
|              |

| Platysternidae |
|                |
| Emydidae       |
|                |

| Testudinidae |
|              |
| Geoemydidae  |
|              |

| Platysternidae |
|                |
| Emydidae       |
|                |

| Testudinidae |
|              |
| Geoemydidae  |
|              |

| Platysternidae |
|                |
| Emydidae       |
|                |

|  | Chelydridae                                                      |
|  |                                                                  |
|  | \| \| Dermatemydidae \| \| \| \| \| \| Kinosternidae \| \| \| \| |
|  |                                                                  |
|  | Dermatemydidae                                                   |
|  |                                                                  |
|  | Kinosternidae                                                    |
|  |                                                                  |

|  | Dermatemydidae |
|  |                |
|  | Kinosternidae  |
|  |                |

| Dermochelyidae |
|                |
| Cheloniidae    |
|                |

|  | Chelydridae                                                      |
|  |                                                                  |
|  | \| \| Dermatemydidae \| \| \| \| \| \| Kinosternidae \| \| \| \| |
|  |                                                                  |
|  | Dermatemydidae                                                   |
|  |                                                                  |
|  | Kinosternidae                                                    |
|  |                                                                  |

|  | Dermatemydidae |
|  |                |
|  | Kinosternidae  |
|  |                |

| Dermochelyidae |
|                |
| Cheloniidae    |
|                |

| Carettochelyidae |
|                  |
| Trionychidae     |
|                  |

|  | Aves                                                                                                  |
|  | |
|  | \| \| Tyrannosauroidea (Tyrannosaurus) \| \| \| \| \| \| Ornithischia (Brachylophosaurus) \| \| \| \| |
|  | |
|  | Tyrannosauroidea (Tyrannosaurus)                                                                      |
|  | |
|  | Ornithischia (Brachylophosaurus)                                                                      |
|  | |

|  | Tyrannosauroidea (Tyrannosaurus) |
|  |                                  |
|  | Ornithischia (Brachylophosaurus) |
|  |                                  |

|  | Aves                                                                                                  |
|  | |
|  | \| \| Tyrannosauroidea (Tyrannosaurus) \| \| \| \| \| \| Ornithischia (Brachylophosaurus) \| \| \| \| |
|  | |
|  | Tyrannosauroidea (Tyrannosaurus)                                                                      |
|  | |
|  | Ornithischia (Brachylophosaurus)                                                                      |
|  | |

|  | Tyrannosauroidea (Tyrannosaurus) |
|  |                                  |
|  | Ornithischia (Brachylophosaurus) |
|  |                                  |

| Pelomedusoidea | \| \| Pelomedusidae \| \| \| \| \| \| Podocnemididae \| \| \| \| |
|                | \| \| Pelomedusidae \| \| \| \| \| \| Podocnemididae \| \| \| \| |
|                | Chelidae                                                         |
|                |                                                                  |
|                | Pelomedusidae                                                    |
|                |                                                                  |
|                | Podocnemididae                                                   |
|                |                                                                  |

|  | Pelomedusidae  |
|  |                |
|  | Podocnemididae |
|  |                |

| Testudinidae |
|              |
| Geoemydidae  |
|              |

| Platysternidae |
|                |
| Emydidae       |
|                |

| Testudinidae |
|              |
| Geoemydidae  |
|              |

| Platysternidae |
|                |
| Emydidae       |
|                |

| Testudinidae |
|              |
| Geoemydidae  |
|              |

| Platysternidae |
|                |
| Emydidae       |
|                |

| Testudinidae |
|              |
| Geoemydidae  |
|              |

| Platysternidae |
|                |
| Emydidae       |
|                |

|  | Chelydridae                                                      |
|  |                                                                  |
|  | \| \| Dermatemydidae \| \| \| \| \| \| Kinosternidae \| \| \| \| |
|  |                                                                  |
|  | Dermatemydidae                                                   |
|  |                                                                  |
|  | Kinosternidae                                                    |
|  |                                                                  |

|  | Dermatemydidae |
|  |                |
|  | Kinosternidae  |
|  |                |

| Dermochelyidae |
|                |
| Cheloniidae    |
|                |

|  | Chelydridae                                                      |
|  |                                                                  |
|  | \| \| Dermatemydidae \| \| \| \| \| \| Kinosternidae \| \| \| \| |
|  |                                                                  |
|  | Dermatemydidae                                                   |
|  |                                                                  |
|  | Kinosternidae                                                    |
|  |                                                                  |

|  | Dermatemydidae |
|  |                |
|  | Kinosternidae  |
|  |                |

| Dermochelyidae |
|                |
| Cheloniidae    |
|                |

| Testudinidae |
|              |
| Geoemydidae  |
|              |

| Platysternidae |
|                |
| Emydidae       |
|                |

| Testudinidae |
|              |
| Geoemydidae  |
|              |

| Platysternidae |
|                |
| Emydidae       |
|                |

| Testudinidae |
|              |
| Geoemydidae  |
|              |

| Platysternidae |
|                |
| Emydidae       |
|                |

| Testudinidae |
|              |
| Geoemydidae  |
|              |

| Platysternidae |
|                |
| Emydidae       |
|                |

|  | Chelydridae                                                      |
|  |                                                                  |
|  | \| \| Dermatemydidae \| \| \| \| \| \| Kinosternidae \| \| \| \| |
|  |                                                                  |
|  | Dermatemydidae                                                   |
|  |                                                                  |
|  | Kinosternidae                                                    |
|  |                                                                  |

|  | Dermatemydidae |
|  |                |
|  | Kinosternidae  |
|  |                |

| Dermochelyidae |
|                |
| Cheloniidae    |
|                |

|  | Chelydridae                                                      |
|  |                                                                  |
|  | \| \| Dermatemydidae \| \| \| \| \| \| Kinosternidae \| \| \| \| |
|  |                                                                  |
|  | Dermatemydidae                                                   |
|  |                                                                  |
|  | Kinosternidae                                                    |
|  |                                                                  |

|  | Dermatemydidae |
|  |                |
|  | Kinosternidae  |
|  |                |

| Dermochelyidae |
|                |
| Cheloniidae    |
|                |

| Carettochelyidae |
|                  |
| Trionychidae     |
|                  |

| Testudinidae |
|              |
| Geoemydidae  |
|              |

| Platysternidae |
|                |
| Emydidae       |
|                |

| Testudinidae |
|              |
| Geoemydidae  |
|              |

| Platysternidae |
|                |
| Emydidae       |
|                |

| Testudinidae |
|              |
| Geoemydidae  |
|              |

| Platysternidae |
|                |
| Emydidae       |
|                |

| Testudinidae |
|              |
| Geoemydidae  |
|              |

| Platysternidae |
|                |
| Emydidae       |
|                |

|  | Chelydridae                                                      |
|  |                                                                  |
|  | \| \| Dermatemydidae \| \| \| \| \| \| Kinosternidae \| \| \| \| |
|  |                                                                  |
|  | Dermatemydidae                                                   |
|  |                                                                  |
|  | Kinosternidae                                                    |
|  |                                                                  |

|  | Dermatemydidae |
|  |                |
|  | Kinosternidae  |
|  |                |

| Dermochelyidae |
|                |
| Cheloniidae    |
|                |

|  | Chelydridae                                                      |
|  |                                                                  |
|  | \| \| Dermatemydidae \| \| \| \| \| \| Kinosternidae \| \| \| \| |
|  |                                                                  |
|  | Dermatemydidae                                                   |
|  |                                                                  |
|  | Kinosternidae                                                    |
|  |                                                                  |

|  | Dermatemydidae |
|  |                |
|  | Kinosternidae  |
|  |                |

| Dermochelyidae |
|                |
| Cheloniidae    |
|                |

| Testudinidae |
|              |
| Geoemydidae  |
|              |

| Platysternidae |
|                |
| Emydidae       |
|                |

| Testudinidae |
|              |
| Geoemydidae  |
|              |

| Platysternidae |
|                |
| Emydidae       |
|                |

| Testudinidae |
|              |
| Geoemydidae  |
|              |

| Platysternidae |
|                |
| Emydidae       |
|                |

| Testudinidae |
|              |
| Geoemydidae  |
|              |

| Platysternidae |
|                |
| Emydidae       |
|                |

|  | Chelydridae                                                      |
|  |                                                                  |
|  | \| \| Dermatemydidae \| \| \| \| \| \| Kinosternidae \| \| \| \| |
|  |                                                                  |
|  | Dermatemydidae                                                   |
|  |                                                                  |
|  | Kinosternidae                                                    |
|  |                                                                  |

|  | Dermatemydidae |
|  |                |
|  | Kinosternidae  |
|  |                |

| Dermochelyidae |
|                |
| Cheloniidae    |
|                |

|  | Chelydridae                                                      |
|  |                                                                  |
|  | \| \| Dermatemydidae \| \| \| \| \| \| Kinosternidae \| \| \| \| |
|  |                                                                  |
|  | Dermatemydidae                                                   |
|  |                                                                  |
|  | Kinosternidae                                                    |
|  |                                                                  |

|  | Dermatemydidae |
|  |                |
|  | Kinosternidae  |
|  |                |

| Dermochelyidae |
|                |
| Cheloniidae    |
|                |

| Carettochelyidae |
|                  |
| Trionychidae     |
|                  |

| Testudinidae |
|              |
| Geoemydidae  |
|              |

| Platysternidae |
|                |
| Emydidae       |
|                |

| Testudinidae |
|              |
| Geoemydidae  |
|              |

| Platysternidae |
|                |
| Emydidae       |
|                |

| Testudinidae |
|              |
| Geoemydidae  |
|              |

| Platysternidae |
|                |
| Emydidae       |
|                |

| Testudinidae |
|              |
| Geoemydidae  |
|              |

| Platysternidae |
|                |
| Emydidae       |
|                |

|  | Chelydridae                                                      |
|  |                                                                  |
|  | \| \| Dermatemydidae \| \| \| \| \| \| Kinosternidae \| \| \| \| |
|  |                                                                  |
|  | Dermatemydidae                                                   |
|  |                                                                  |
|  | Kinosternidae                                                    |
|  |                                                                  |

|  | Dermatemydidae |
|  |                |
|  | Kinosternidae  |
|  |                |

| Dermochelyidae |
|                |
| Cheloniidae    |
|                |

|  | Chelydridae                                                      |
|  |                                                                  |
|  | \| \| Dermatemydidae \| \| \| \| \| \| Kinosternidae \| \| \| \| |
|  |                                                                  |
|  | Dermatemydidae                                                   |
|  |                                                                  |
|  | Kinosternidae                                                    |
|  |                                                                  |

|  | Dermatemydidae |
|  |                |
|  | Kinosternidae  |
|  |                |

| Dermochelyidae |
|                |
| Cheloniidae    |
|                |

| Testudinidae |
|              |
| Geoemydidae  |
|              |

| Platysternidae |
|                |
| Emydidae       |
|                |

| Testudinidae |
|              |
| Geoemydidae  |
|              |

| Platysternidae |
|                |
| Emydidae       |
|                |

| Testudinidae |
|              |
| Geoemydidae  |
|              |

| Platysternidae |
|                |
| Emydidae       |
|                |

| Testudinidae |
|              |
| Geoemydidae  |
|              |

| Platysternidae |
|                |
| Emydidae       |
|                |

|  | Chelydridae                                                      |
|  |                                                                  |
|  | \| \| Dermatemydidae \| \| \| \| \| \| Kinosternidae \| \| \| \| |
|  |                                                                  |
|  | Dermatemydidae                                                   |
|  |                                                                  |
|  | Kinosternidae                                                    |
|  |                                                                  |

|  | Dermatemydidae |
|  |                |
|  | Kinosternidae  |
|  |                |

| Dermochelyidae |
|                |
| Cheloniidae    |
|                |

|  | Chelydridae                                                      |
|  |                                                                  |
|  | \| \| Dermatemydidae \| \| \| \| \| \| Kinosternidae \| \| \| \| |
|  |                                                                  |
|  | Dermatemydidae                                                   |
|  |                                                                  |
|  | Kinosternidae                                                    |
|  |                                                                  |

|  | Dermatemydidae |
|  |                |
|  | Kinosternidae  |
|  |                |

| Dermochelyidae |
|                |
| Cheloniidae    |
|                |

| Carettochelyidae |
|                  |
| Trionychidae     |
|                  |

| Testudinidae |
|              |
| Geoemydidae  |
|              |

| Platysternidae |
|                |
| Emydidae       |
|                |

| Testudinidae |
|              |
| Geoemydidae  |
|              |

| Platysternidae |
|                |
| Emydidae       |
|                |

| Testudinidae |
|              |
| Geoemydidae  |
|              |

| Platysternidae |
|                |
| Emydidae       |
|                |

| Testudinidae |
|              |
| Geoemydidae  |
|              |

| Platysternidae |
|                |
| Emydidae       |
|                |

|  | Chelydridae                                                      |
|  |                                                                  |
|  | \| \| Dermatemydidae \| \| \| \| \| \| Kinosternidae \| \| \| \| |
|  |                                                                  |
|  | Dermatemydidae                                                   |
|  |                                                                  |
|  | Kinosternidae                                                    |
|  |                                                                  |

|  | Dermatemydidae |
|  |                |
|  | Kinosternidae  |
|  |                |

| Dermochelyidae |
|                |
| Cheloniidae    |
|                |

|  | Chelydridae                                                      |
|  |                                                                  |
|  | \| \| Dermatemydidae \| \| \| \| \| \| Kinosternidae \| \| \| \| |
|  |                                                                  |
|  | Dermatemydidae                                                   |
|  |                                                                  |
|  | Kinosternidae                                                    |
|  |                                                                  |

|  | Dermatemydidae |
|  |                |
|  | Kinosternidae  |
|  |                |

| Dermochelyidae |
|                |
| Cheloniidae    |
|                |

| Testudinidae |
|              |
| Geoemydidae  |
|              |

| Platysternidae |
|                |
| Emydidae       |
|                |

| Testudinidae |
|              |
| Geoemydidae  |
|              |

| Platysternidae |
|                |
| Emydidae       |
|                |

| Testudinidae |
|              |
| Geoemydidae  |
|              |

| Platysternidae |
|                |
| Emydidae       |
|                |

| Testudinidae |
|              |
| Geoemydidae  |
|              |

| Platysternidae |
|                |
| Emydidae       |
|                |

|  | Chelydridae                                                      |
|  |                                                                  |
|  | \| \| Dermatemydidae \| \| \| \| \| \| Kinosternidae \| \| \| \| |
|  |                                                                  |
|  | Dermatemydidae                                                   |
|  |                                                                  |
|  | Kinosternidae                                                    |
|  |                                                                  |

|  | Dermatemydidae |
|  |                |
|  | Kinosternidae  |
|  |                |

| Dermochelyidae |
|                |
| Cheloniidae    |
|                |

|  | Chelydridae                                                      |
|  |                                                                  |
|  | \| \| Dermatemydidae \| \| \| \| \| \| Kinosternidae \| \| \| \| |
|  |                                                                  |
|  | Dermatemydidae                                                   |
|  |                                                                  |
|  | Kinosternidae                                                    |
|  |                                                                  |

|  | Dermatemydidae |
|  |                |
|  | Kinosternidae  |
|  |                |

| Dermochelyidae |
|                |
| Cheloniidae    |
|                |

| Carettochelyidae |
|                  |
| Trionychidae     |
|                  |

| Pelomedusoidea | \| \| Pelomedusidae \| \| \| \| \| \| Podocnemididae \| \| \| \| |
|                | \| \| Pelomedusidae \| \| \| \| \| \| Podocnemididae \| \| \| \| |
|                | Chelidae                                                         |
|                |                                                                  |
|                | Pelomedusidae                                                    |
|                |                                                                  |
|                | Podocnemididae                                                   |
|                |                                                                  |

|  | Pelomedusidae  |
|  |                |
|  | Podocnemididae |
|  |                |

| Testudinidae |
|              |
| Geoemydidae  |
|              |

| Platysternidae |
|                |
| Emydidae       |
|                |

| Testudinidae |
|              |
| Geoemydidae  |
|              |

| Platysternidae |
|                |
| Emydidae       |
|                |

| Testudinidae |
|              |
| Geoemydidae  |
|              |

| Platysternidae |
|                |
| Emydidae       |
|                |

| Testudinidae |
|              |
| Geoemydidae  |
|              |

| Platysternidae |
|                |
| Emydidae       |
|                |

|  | Chelydridae                                                      |
|  |                                                                  |
|  | \| \| Dermatemydidae \| \| \| \| \| \| Kinosternidae \| \| \| \| |
|  |                                                                  |
|  | Dermatemydidae                                                   |
|  |                                                                  |
|  | Kinosternidae                                                    |
|  |                                                                  |

|  | Dermatemydidae |
|  |                |
|  | Kinosternidae  |
|  |                |

| Dermochelyidae |
|                |
| Cheloniidae    |
|                |

|  | Chelydridae                                                      |
|  |                                                                  |
|  | \| \| Dermatemydidae \| \| \| \| \| \| Kinosternidae \| \| \| \| |
|  |                                                                  |
|  | Dermatemydidae                                                   |
|  |                                                                  |
|  | Kinosternidae                                                    |
|  |                                                                  |

|  | Dermatemydidae |
|  |                |
|  | Kinosternidae  |
|  |                |

| Dermochelyidae |
|                |
| Cheloniidae    |
|                |

| Testudinidae |
|              |
| Geoemydidae  |
|              |

| Platysternidae |
|                |
| Emydidae       |
|                |

| Testudinidae |
|              |
| Geoemydidae  |
|              |

| Platysternidae |
|                |
| Emydidae       |
|                |

| Testudinidae |
|              |
| Geoemydidae  |
|              |

| Platysternidae |
|                |
| Emydidae       |
|                |

| Testudinidae |
|              |
| Geoemydidae  |
|              |

| Platysternidae |
|                |
| Emydidae       |
|                |

|  | Chelydridae                                                      |
|  |                                                                  |
|  | \| \| Dermatemydidae \| \| \| \| \| \| Kinosternidae \| \| \| \| |
|  |                                                                  |
|  | Dermatemydidae                                                   |
|  |                                                                  |
|  | Kinosternidae                                                    |
|  |                                                                  |

|  | Dermatemydidae |
|  |                |
|  | Kinosternidae  |
|  |                |

| Dermochelyidae |
|                |
| Cheloniidae    |
|                |

|  | Chelydridae                                                      |
|  |                                                                  |
|  | \| \| Dermatemydidae \| \| \| \| \| \| Kinosternidae \| \| \| \| |
|  |                                                                  |
|  | Dermatemydidae                                                   |
|  |                                                                  |
|  | Kinosternidae                                                    |
|  |                                                                  |

|  | Dermatemydidae |
|  |                |
|  | Kinosternidae  |
|  |                |

| Dermochelyidae |
|                |
| Cheloniidae    |
|                |

| Carettochelyidae |
|                  |
| Trionychidae     |
|                  |

| Testudinidae |
|              |
| Geoemydidae  |
|              |

| Platysternidae |
|                |
| Emydidae       |
|                |

| Testudinidae |
|              |
| Geoemydidae  |
|              |

| Platysternidae |
|                |
| Emydidae       |
|                |

| Testudinidae |
|              |
| Geoemydidae  |
|              |

| Platysternidae |
|                |
| Emydidae       |
|                |

| Testudinidae |
|              |
| Geoemydidae  |
|              |

| Platysternidae |
|                |
| Emydidae       |
|                |

|  | Chelydridae                                                      |
|  |                                                                  |
|  | \| \| Dermatemydidae \| \| \| \| \| \| Kinosternidae \| \| \| \| |
|  |                                                                  |
|  | Dermatemydidae                                                   |
|  |                                                                  |
|  | Kinosternidae                                                    |
|  |                                                                  |

|  | Dermatemydidae |
|  |                |
|  | Kinosternidae  |
|  |                |

| Dermochelyidae |
|                |
| Cheloniidae    |
|                |

|  | Chelydridae                                                      |
|  |                                                                  |
|  | \| \| Dermatemydidae \| \| \| \| \| \| Kinosternidae \| \| \| \| |
|  |                                                                  |
|  | Dermatemydidae                                                   |
|  |                                                                  |
|  | Kinosternidae                                                    |
|  |                                                                  |

|  | Dermatemydidae |
|  |                |
|  | Kinosternidae  |
|  |                |

| Dermochelyidae |
|                |
| Cheloniidae    |
|                |

| Testudinidae |
|              |
| Geoemydidae  |
|              |

| Platysternidae |
|                |
| Emydidae       |
|                |

| Testudinidae |
|              |
| Geoemydidae  |
|              |

| Platysternidae |
|                |
| Emydidae       |
|                |

| Testudinidae |
|              |
| Geoemydidae  |
|              |

| Platysternidae |
|                |
| Emydidae       |
|                |

| Testudinidae |
|              |
| Geoemydidae  |
|              |

| Platysternidae |
|                |
| Emydidae       |
|                |

|  | Chelydridae                                                      |
|  |                                                                  |
|  | \| \| Dermatemydidae \| \| \| \| \| \| Kinosternidae \| \| \| \| |
|  |                                                                  |
|  | Dermatemydidae                                                   |
|  |                                                                  |
|  | Kinosternidae                                                    |
|  |                                                                  |

|  | Dermatemydidae |
|  |                |
|  | Kinosternidae  |
|  |                |

| Dermochelyidae |
|                |
| Cheloniidae    |
|                |

|  | Chelydridae                                                      |
|  |                                                                  |
|  | \| \| Dermatemydidae \| \| \| \| \| \| Kinosternidae \| \| \| \| |
|  |                                                                  |
|  | Dermatemydidae                                                   |
|  |                                                                  |
|  | Kinosternidae                                                    |
|  |                                                                  |

|  | Dermatemydidae |
|  |                |
|  | Kinosternidae  |
|  |                |

| Dermochelyidae |
|                |
| Cheloniidae    |
|                |

| Carettochelyidae |
|                  |
| Trionychidae     |
|                  |

| Testudinidae |
|              |
| Geoemydidae  |
|              |

| Platysternidae |
|                |
| Emydidae       |
|                |

| Testudinidae |
|              |
| Geoemydidae  |
|              |

| Platysternidae |
|                |
| Emydidae       |
|                |

| Testudinidae |
|              |
| Geoemydidae  |
|              |

| Platysternidae |
|                |
| Emydidae       |
|                |

| Testudinidae |
|              |
| Geoemydidae  |
|              |

| Platysternidae |
|                |
| Emydidae       |
|                |

|  | Chelydridae                                                      |
|  |                                                                  |
|  | \| \| Dermatemydidae \| \| \| \| \| \| Kinosternidae \| \| \| \| |
|  |                                                                  |
|  | Dermatemydidae                                                   |
|  |                                                                  |
|  | Kinosternidae                                                    |
|  |                                                                  |

|  | Dermatemydidae |
|  |                |
|  | Kinosternidae  |
|  |                |

| Dermochelyidae |
|                |
| Cheloniidae    |
|                |

|  | Chelydridae                                                      |
|  |                                                                  |
|  | \| \| Dermatemydidae \| \| \| \| \| \| Kinosternidae \| \| \| \| |
|  |                                                                  |
|  | Dermatemydidae                                                   |
|  |                                                                  |
|  | Kinosternidae                                                    |
|  |                                                                  |

|  | Dermatemydidae |
|  |                |
|  | Kinosternidae  |
|  |                |

| Dermochelyidae |
|                |
| Cheloniidae    |
|                |

| Testudinidae |
|              |
| Geoemydidae  |
|              |

| Platysternidae |
|                |
| Emydidae       |
|                |

| Testudinidae |
|              |
| Geoemydidae  |
|              |

| Platysternidae |
|                |
| Emydidae       |
|                |

| Testudinidae |
|              |
| Geoemydidae  |
|              |

| Platysternidae |
|                |
| Emydidae       |
|                |

| Testudinidae |
|              |
| Geoemydidae  |
|              |

| Platysternidae |
|                |
| Emydidae       |
|                |

|  | Chelydridae                                                      |
|  |                                                                  |
|  | \| \| Dermatemydidae \| \| \| \| \| \| Kinosternidae \| \| \| \| |
|  |                                                                  |
|  | Dermatemydidae                                                   |
|  |                                                                  |
|  | Kinosternidae                                                    |
|  |                                                                  |

|  | Dermatemydidae |
|  |                |
|  | Kinosternidae  |
|  |                |

| Dermochelyidae |
|                |
| Cheloniidae    |
|                |

|  | Chelydridae                                                      |
|  |                                                                  |
|  | \| \| Dermatemydidae \| \| \| \| \| \| Kinosternidae \| \| \| \| |
|  |                                                                  |
|  | Dermatemydidae                                                   |
|  |                                                                  |
|  | Kinosternidae                                                    |
|  |                                                                  |

|  | Dermatemydidae |
|  |                |
|  | Kinosternidae  |
|  |                |

| Dermochelyidae |
|                |
| Cheloniidae    |
|                |

| Carettochelyidae |
|                  |
| Trionychidae     |
|                  |

| Testudinidae |
|              |
| Geoemydidae  |
|              |

| Platysternidae |
|                |
| Emydidae       |
|                |

| Testudinidae |
|              |
| Geoemydidae  |
|              |

| Platysternidae |
|                |
| Emydidae       |
|                |

| Testudinidae |
|              |
| Geoemydidae  |
|              |

| Platysternidae |
|                |
| Emydidae       |
|                |

| Testudinidae |
|              |
| Geoemydidae  |
|              |

| Platysternidae |
|                |
| Emydidae       |
|                |

|  | Chelydridae                                                      |
|  |                                                                  |
|  | \| \| Dermatemydidae \| \| \| \| \| \| Kinosternidae \| \| \| \| |
|  |                                                                  |
|  | Dermatemydidae                                                   |
|  |                                                                  |
|  | Kinosternidae                                                    |
|  |                                                                  |

|  | Dermatemydidae |
|  |                |
|  | Kinosternidae  |
|  |                |

| Dermochelyidae |
|                |
| Cheloniidae    |
|                |

|  | Chelydridae                                                      |
|  |                                                                  |
|  | \| \| Dermatemydidae \| \| \| \| \| \| Kinosternidae \| \| \| \| |
|  |                                                                  |
|  | Dermatemydidae                                                   |
|  |                                                                  |
|  | Kinosternidae                                                    |
|  |                                                                  |

|  | Dermatemydidae |
|  |                |
|  | Kinosternidae  |
|  |                |

| Dermochelyidae |
|                |
| Cheloniidae    |
|                |

| Testudinidae |
|              |
| Geoemydidae  |
|              |

| Platysternidae |
|                |
| Emydidae       |
|                |

| Testudinidae |
|              |
| Geoemydidae  |
|              |

| Platysternidae |
|                |
| Emydidae       |
|                |

| Testudinidae |
|              |
| Geoemydidae  |
|              |

| Platysternidae |
|                |
| Emydidae       |
|                |

| Testudinidae |
|              |
| Geoemydidae  |
|              |

| Platysternidae |
|                |
| Emydidae       |
|                |

|  | Chelydridae                                                      |
|  |                                                                  |
|  | \| \| Dermatemydidae \| \| \| \| \| \| Kinosternidae \| \| \| \| |
|  |                                                                  |
|  | Dermatemydidae                                                   |
|  |                                                                  |
|  | Kinosternidae                                                    |
|  |                                                                  |

|  | Dermatemydidae |
|  |                |
|  | Kinosternidae  |
|  |                |

| Dermochelyidae |
|                |
| Cheloniidae    |
|                |

|  | Chelydridae                                                      |
|  |                                                                  |
|  | \| \| Dermatemydidae \| \| \| \| \| \| Kinosternidae \| \| \| \| |
|  |                                                                  |
|  | Dermatemydidae                                                   |
|  |                                                                  |
|  | Kinosternidae                                                    |
|  |                                                                  |

|  | Dermatemydidae |
|  |                |
|  | Kinosternidae  |
|  |                |

| Dermochelyidae |
|                |
| Cheloniidae    |
|                |

| Carettochelyidae |
|                  |
| Trionychidae     |
|                  |

## Clasificación

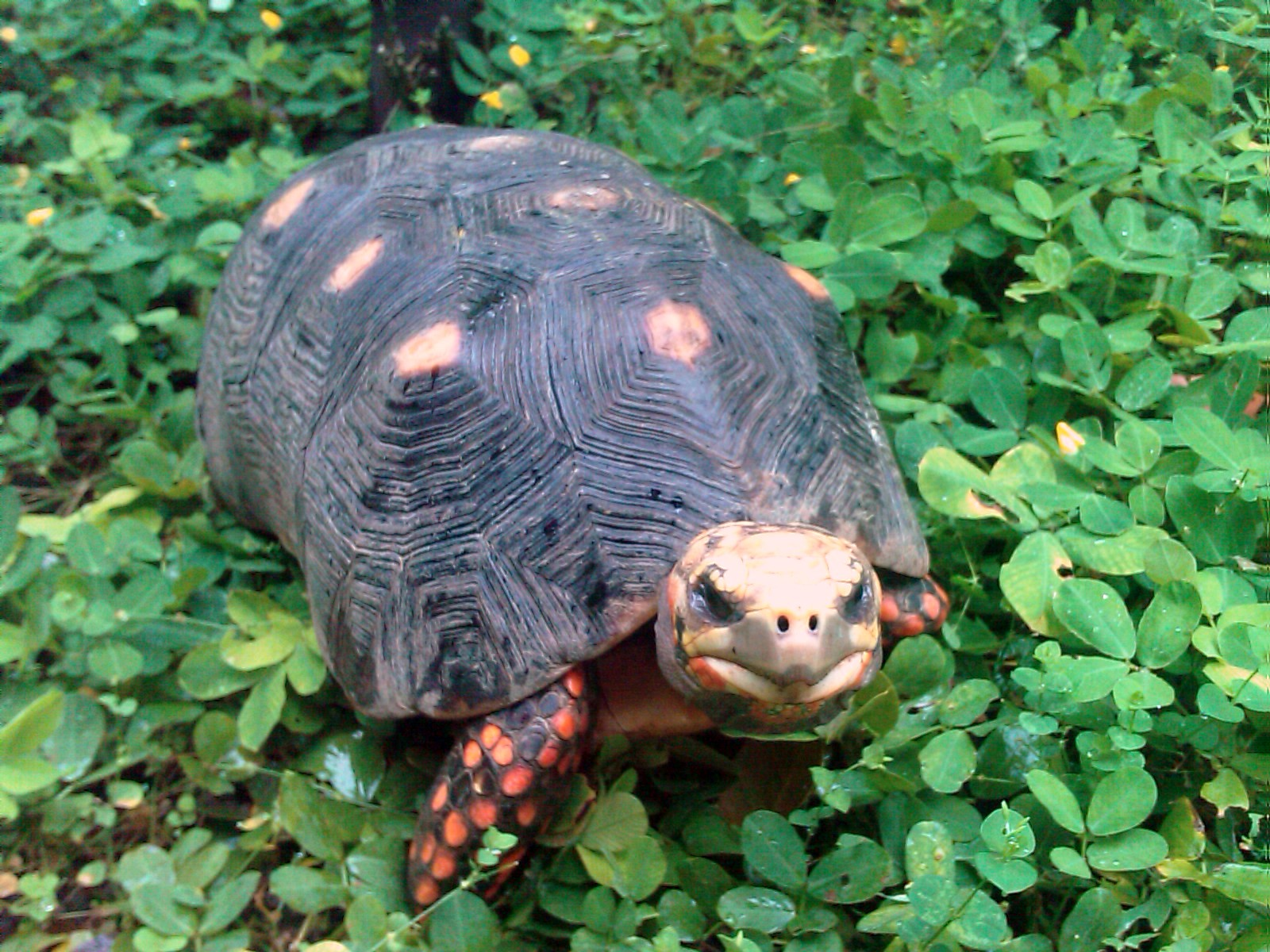
Morrocoy Sabanero o Chelonoidis carbonaria

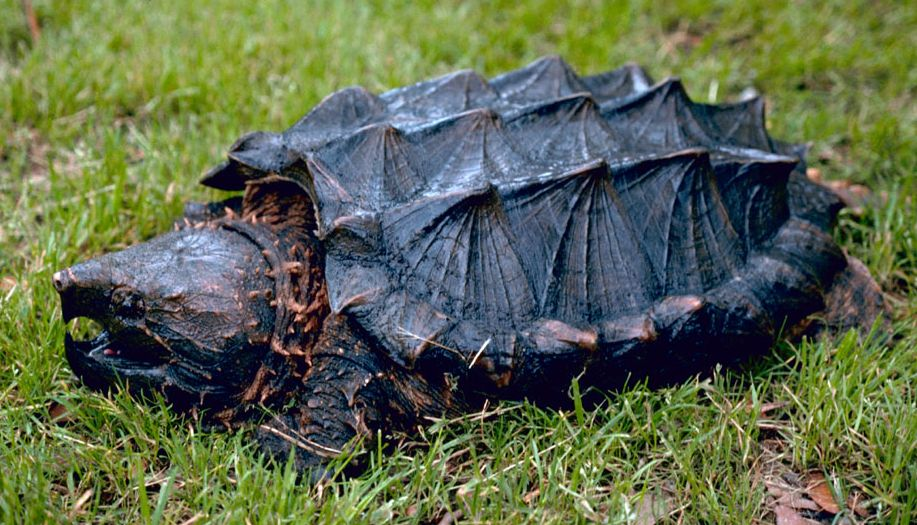
Macrochelys temminckii, un quelídrido.

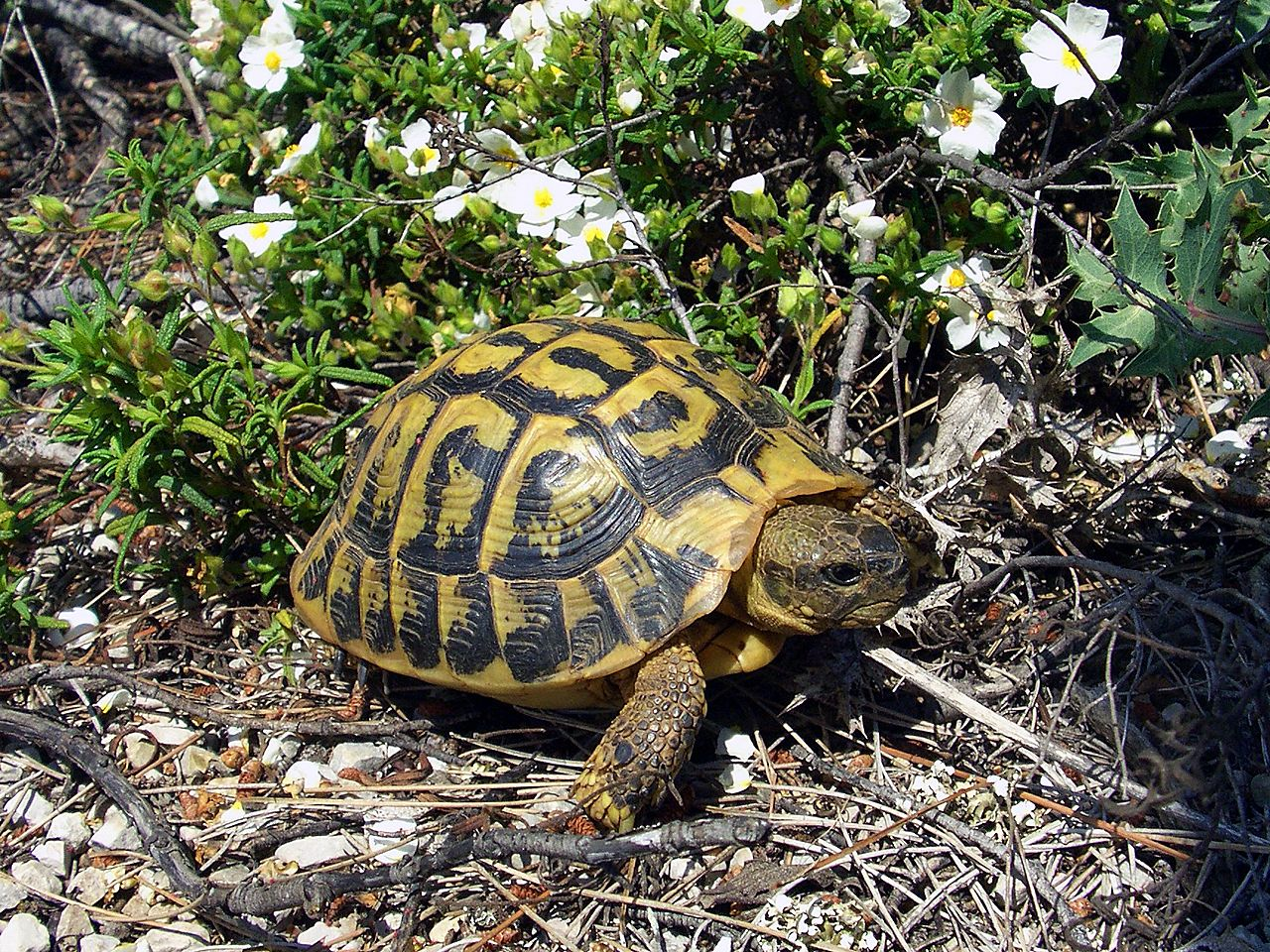
Testudo hermanni, un testudínido.

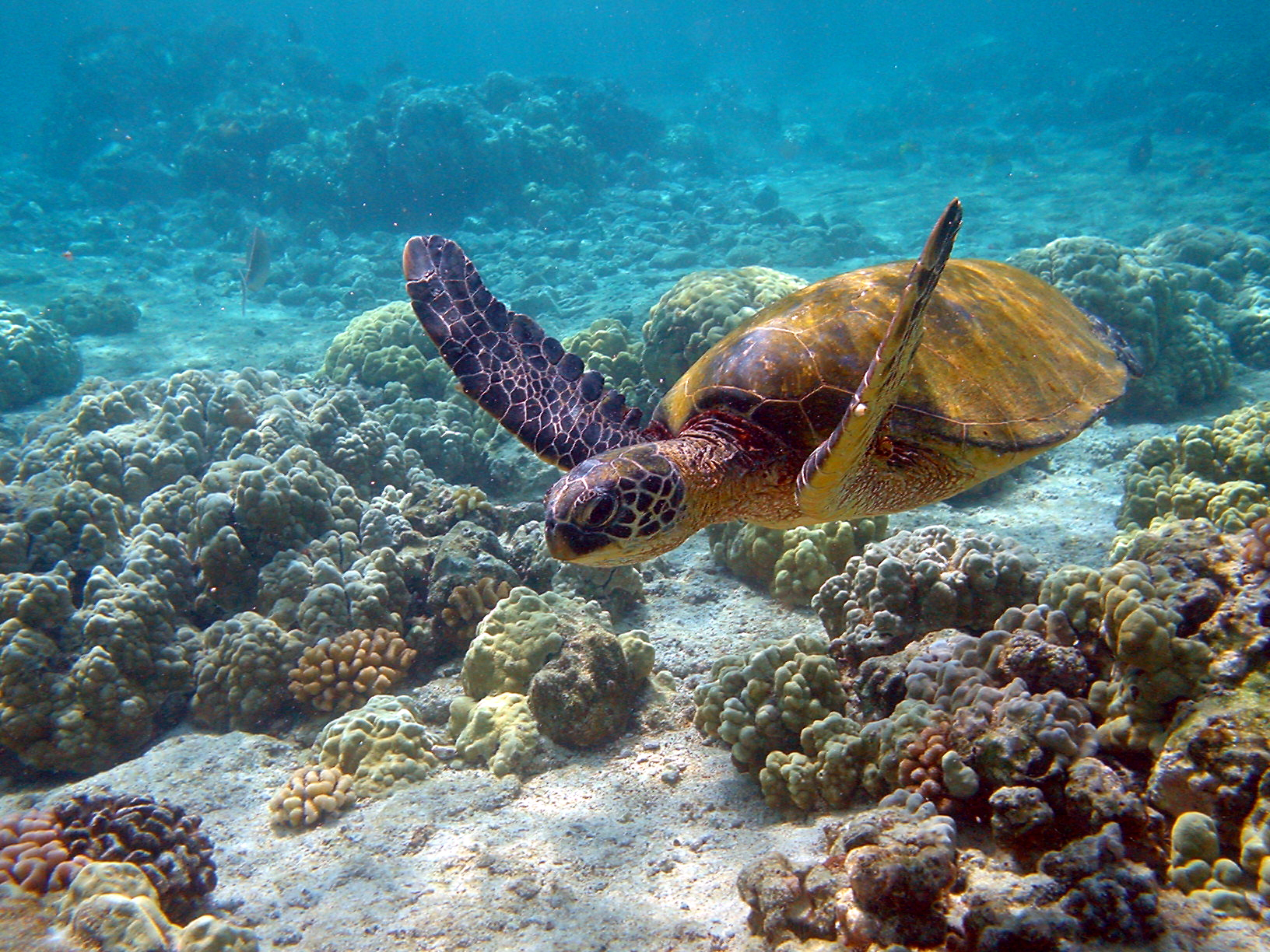
Chelonia mydas, un quelónido.

Los testudinos se subdividen en tres subórdenes, uno de ellos extintos:
Suborden Cryptodira
Infraorden Eucryptodira
Familia Meiolaniidae†
Superfamilia Chelonioidea
Familia Protostegidae†
Familia Thalassemyidae†
Familia Toxochelyidae†
Familia Cheloniidae
Familia Dermochelyidae
Superfamilia Kinosternoidea
Familia Dermatemydidae
Familia Kinosternidae
Familia Chelydridae
Superfamilia Testudinoidea
Familia Haichemydidae†
Familia Lindholmemydidae†
Familia Sinochelyidae†
Familia Emydidae
Familia Geoemydidae
Familia Testudinidae
Familia Platysternidae
Superfamilia Trionychoidea
Familia Adocidae†
Familia Carettochelyidae
Familia Trionychidae
Infraorden Paracryptodira†
Género Uluops†
Familia Compsemydidae†
Superfamilia Baenoidea†
Familia Baenidae†
Familia Pleurosternidae†
Familia Kallokibotiidae†
Familia Mongolochelyidae†
Familia Macrobaenidae†
Familia Solemydidae†
Suborden Pleurodira
Familia Araripemydidae†
Familia Proterochersidae†
Familia Chelidae
Superfamilia Pelomedusoidea
Familia Bothremydidae†
Familia Pelomedusidae
Familia Podocnemididae
Suborden Proganochelydia† (P)
Género Proganochelys†
Género Odontochelys†

## Las tortugas en las culturas del mundo

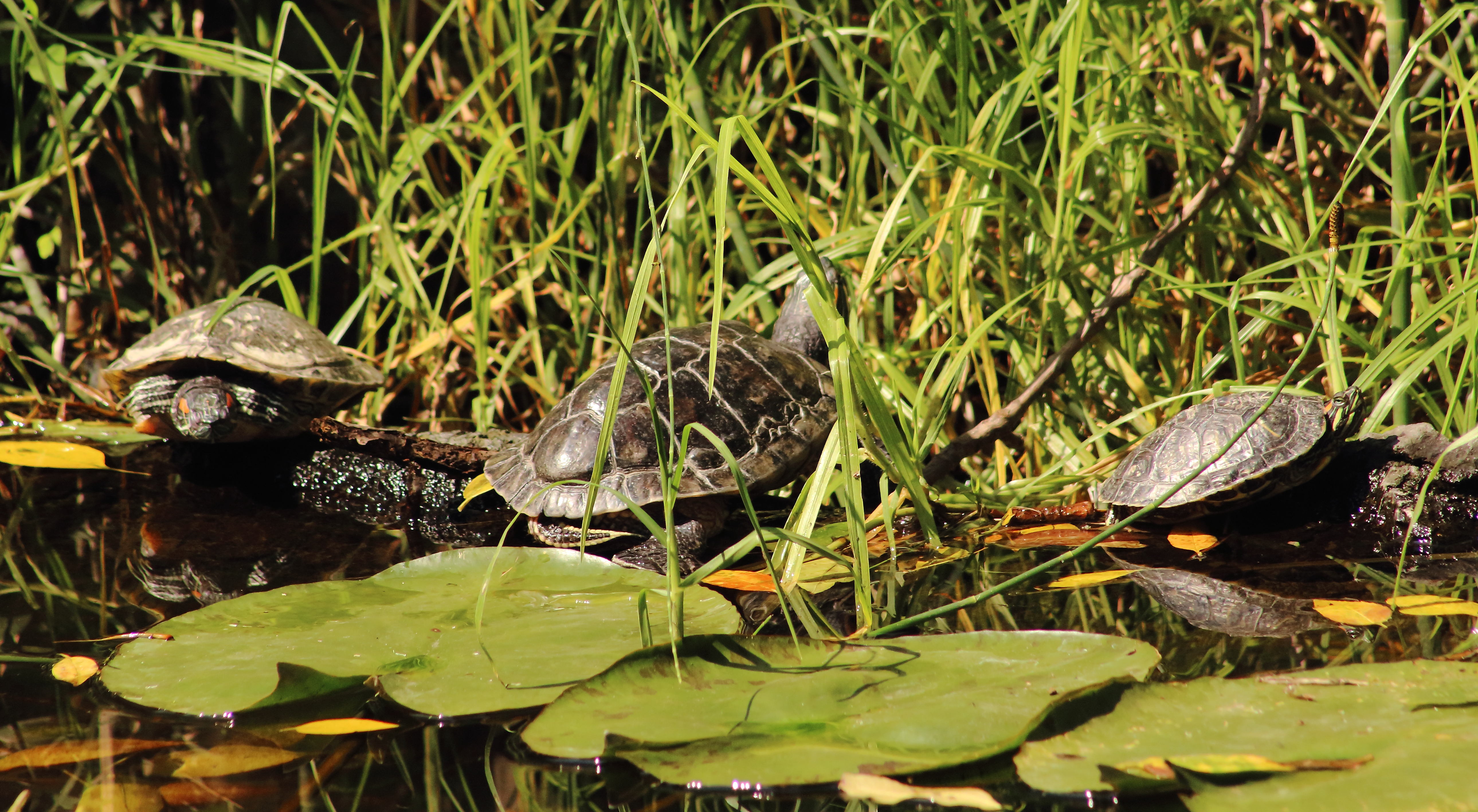
Tortugas en jardín botánico de la UNAM, México

Las tortugas se describen con frecuencia en la cultura popular como criaturas tolerantes, pacientes y sabias. Debido a su larga vida, movimientos  lentos y una apariencia arrugada, son un emblema de la longevidad y la serenidad en muchas culturas alrededor del mundo.  Además tienen un papel importante en las mitologías del mundo, y a menudo debido a su longevidad  están implicadas en mitos de la creación o se utilizan como símbolos de la biología marina y el ecologismo.
Una de las más famosas fábulas de Esopo es La liebre y la tortuga, en la cual el autor hace énfasis en la perseverancia de la tortuga para ganarle a la liebre y darle una lección. Los romanos nombraron tortuga a una formación defensiva imitando su caparazón. En dicha formación, los escudos cubrían por encima de los soldados. Por extensión, una máquina medieval fue denominada tortuga.
En China el carácter tradicional chino que simboliza la tortuga (龜) muestra una cabeza como la de una serpiente en la parte superior, a la mitad izquierda muestra las patas, a la mitad derecha la cáscara y en la parte inferior la cola. Según el "Libro de ceremonias", el rinoceronte, el fénix, la tortuga y el dragón son las cuatro entidades que posee el espíritu. Los caparazones de tortuga eran utilizados por los antiguos chinos en la dinastía Shang para la adivinación, y algunos chinos son de la opinión que su escritura fue tomada de las señales en la parte posterior de la tortuga.
Una tortuga se pone a menudo en la base de monumentos funerarios de China. La leyenda sostiene que las columnas de madera del templo del cielo en Beijing fueron construidas en los caparazones de tortugas vivas, ya que pensaban que estos animales eran capaces de vivir por más de 3000 años sin comida ni agua y están adornados con un poder mágico que impide que la madera entre en descomposición. 
Según las creencias tradicionales japonesas, sobre una tortuga está el paraíso para los inmortales y simboliza la longevidad, buena suerte y el apoyo. También es el símbolo de Kumpira, el Dios del pueblo marinero y en el arte japonés se basan en la forma casi hexagonal del caparazón de una tortuga a veces con pequeños hexágonos dentro de ellas para muchos de sus diseños tradicionales. 
En la mitología hindú, se cree que el mundo descansa sobre las espaldas de cuatro elefantes que están parados en el caparazón de una tortuga. En el hinduismo Akupara es la tortuga que lleva el mundo sobre su espalda, defendiendo la tierra del mar. El templo de Sri Kurmam en Andhra Pradesh, India, se dedica Kurma la tortuga gigante. Kurmavatara es también Kasyapa, la estrella del norte, el primer ser viviente, padre de Vishnu el protector. El plastrón simboliza el mundo terrenal y el caparazón del mundo celestial. 
La tortuga del mundo lleva la tierra sobre su espalda en mitos de Norteamérica. En la tradición Cheyenne, el espíritu del gran creador Maheo amasa algo de fango que toma desde el pico hasta que se expande tanto que sólo vieja abuela tortuga puede apoyarlo en la espalda. En la Tradición Mohawk, el temblor o sacudida de la tierra es concebida como una señal de que la tortuga del mundo se extiende bajo el gran peso que lleva y los indios de Norteamérica utilizan peines de caparazón de tortuga para indicar el margen entre la vida y la muerte. Según sus creencias, el árbol cósmico emerge de la columna vertebral de la tortuga. 
Y en la Polinesia la tortuga personificada en las marcas de tatuaje de guerra era una costumbre entre guerreros donde la tortuga es la sombra de los dioses y el Señor de los océanos.

## Galería

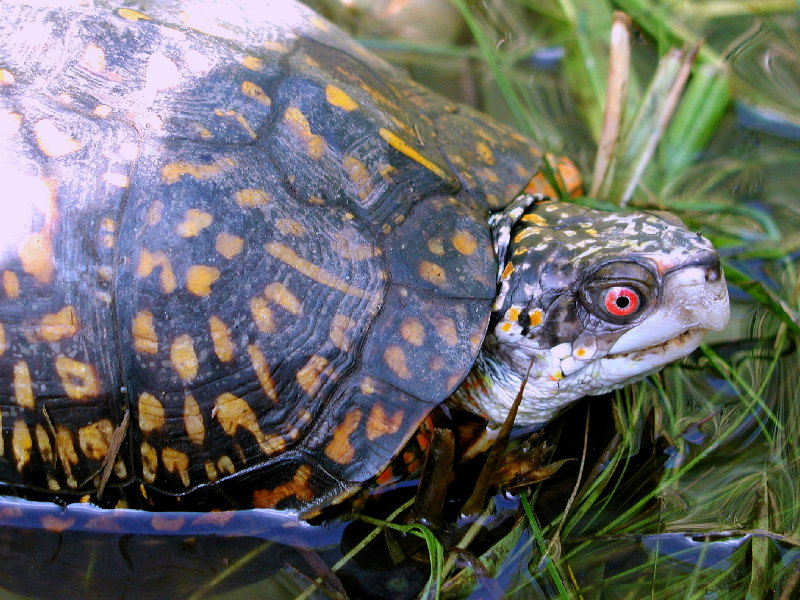
Terrapene carolina major, una tortuga de caja

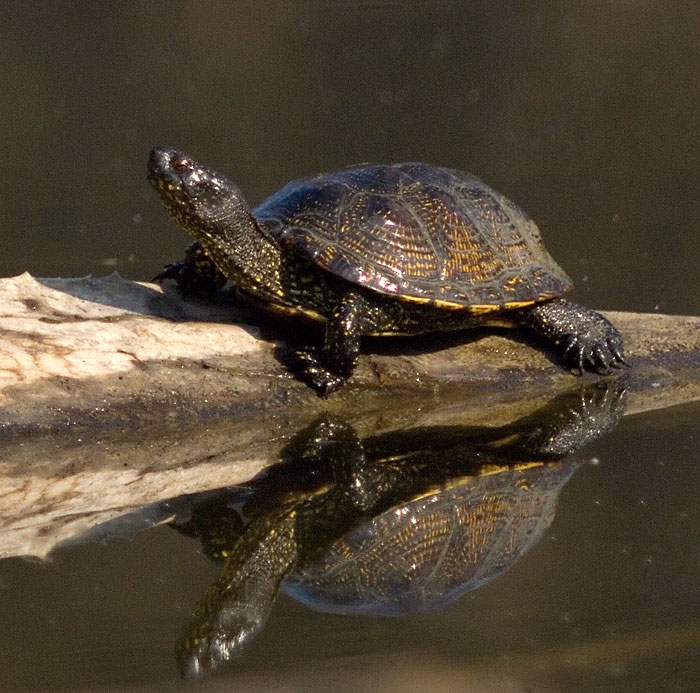
Galápago europeo, un emídido

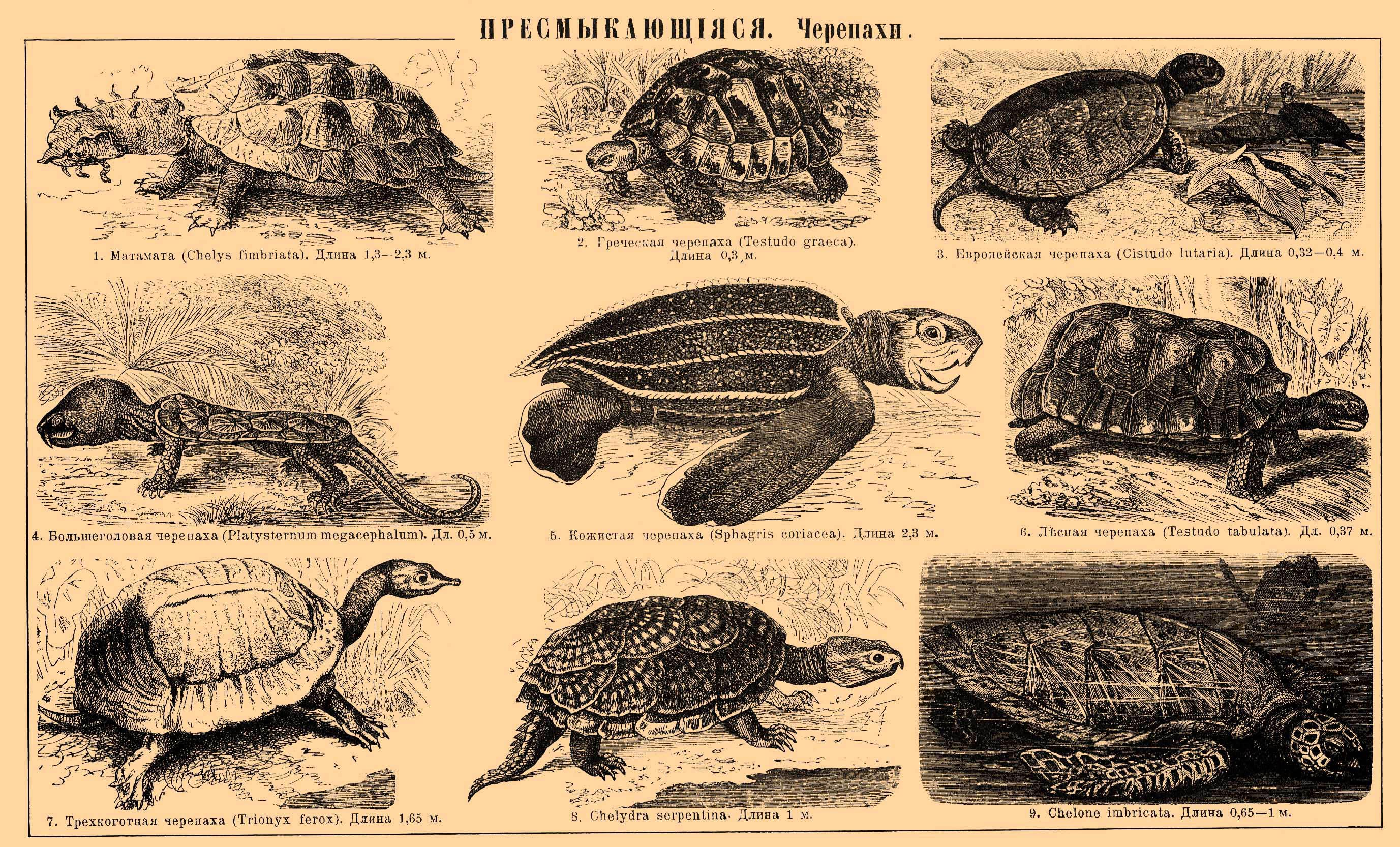
Dibujos del Diccionario Enciclopédico Brockhaus y Efron
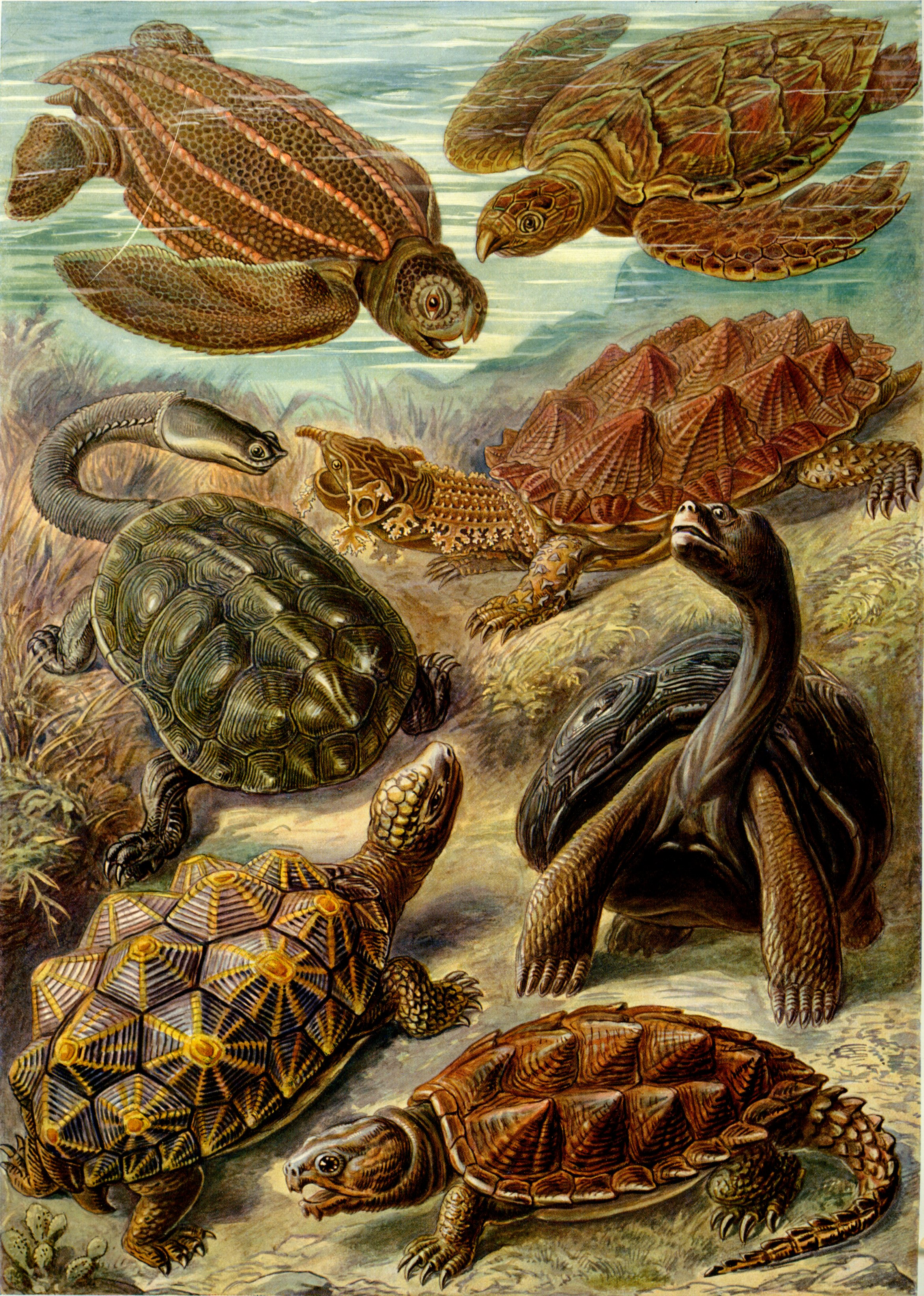
Kunstformen der Natur. Lámina 89: Chelonia. A la derecha se indican los nombres científicos actuales.
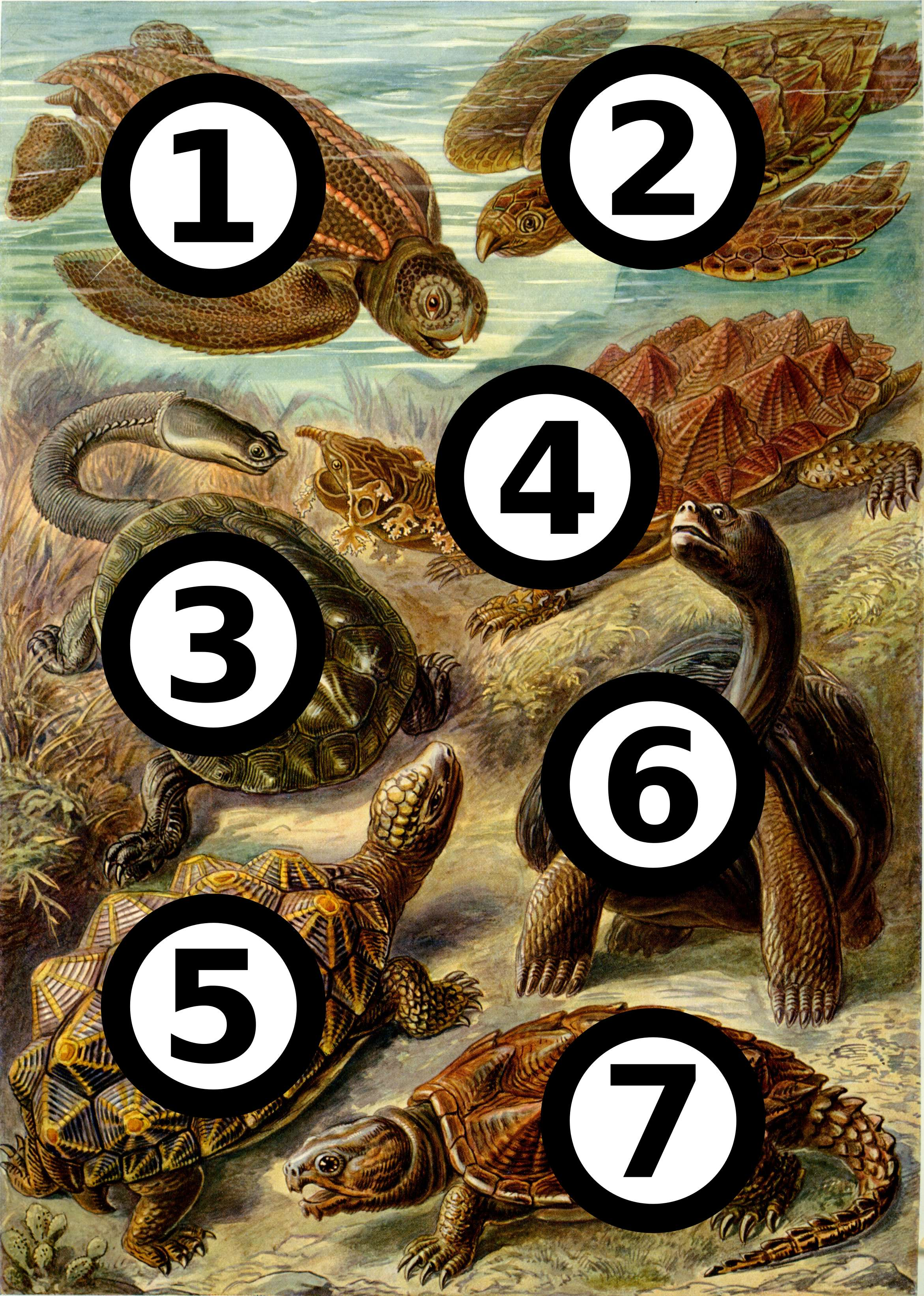
1: Dermochelys coriacea. 2: Eretmochelys imbricata. 3: Hydromedusa tectifera. 4: Geochelone nigra. 5: Psammobates geometricus. 6: Dipsochelys dussumieri. 7: Chelydra serpentina.
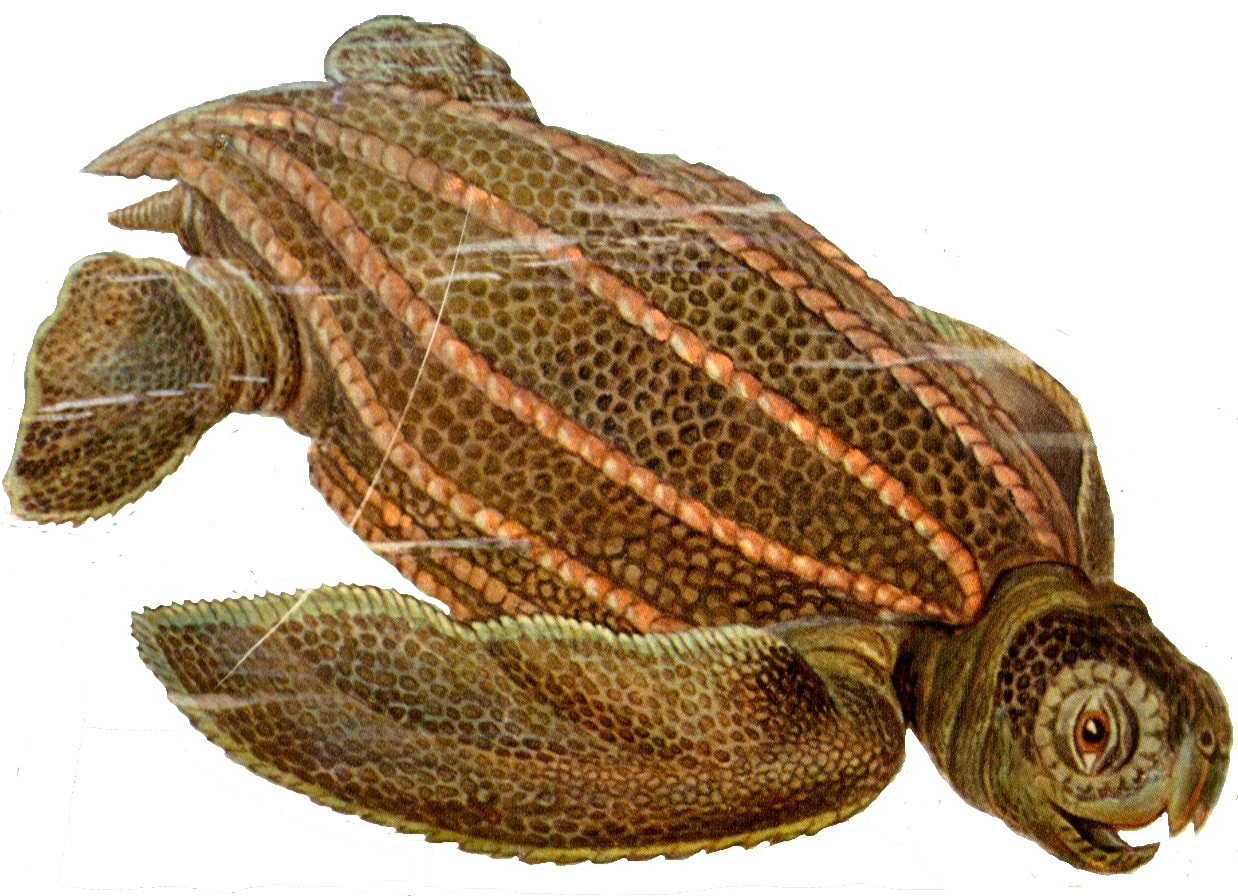
En detalle, la figura 1: Dermochelys coriacea.
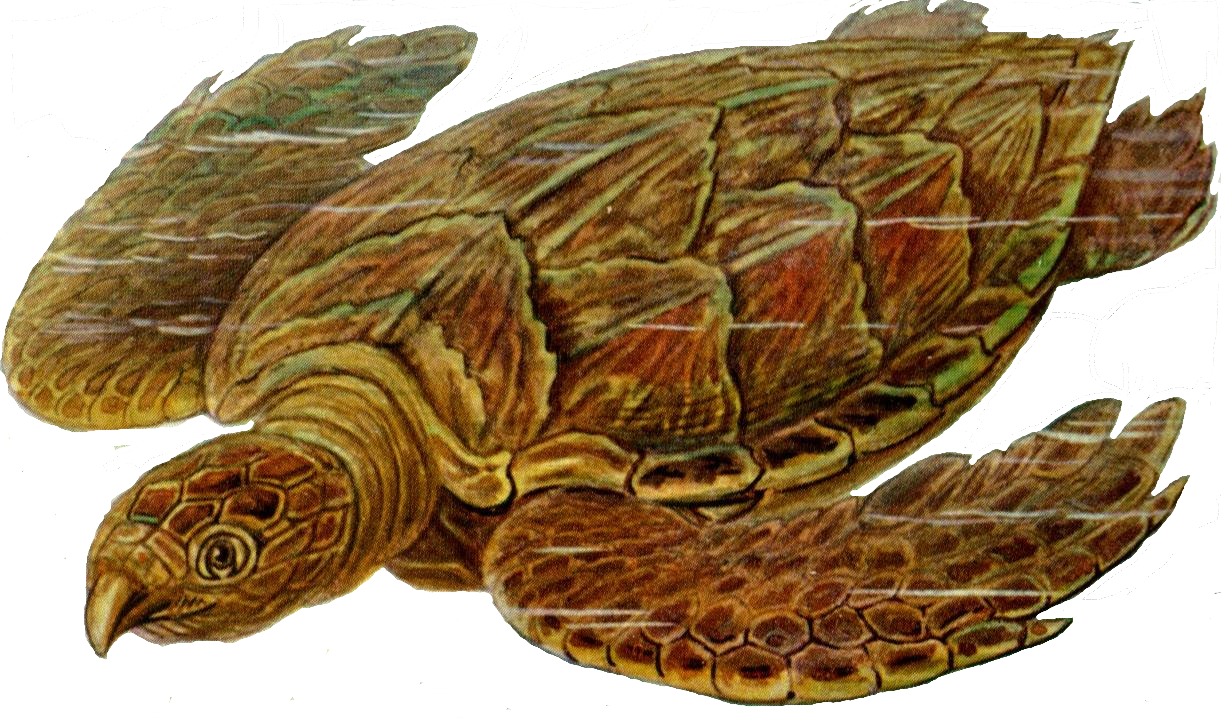
En detalle, la figura 2: Eretmochelys imbricata.
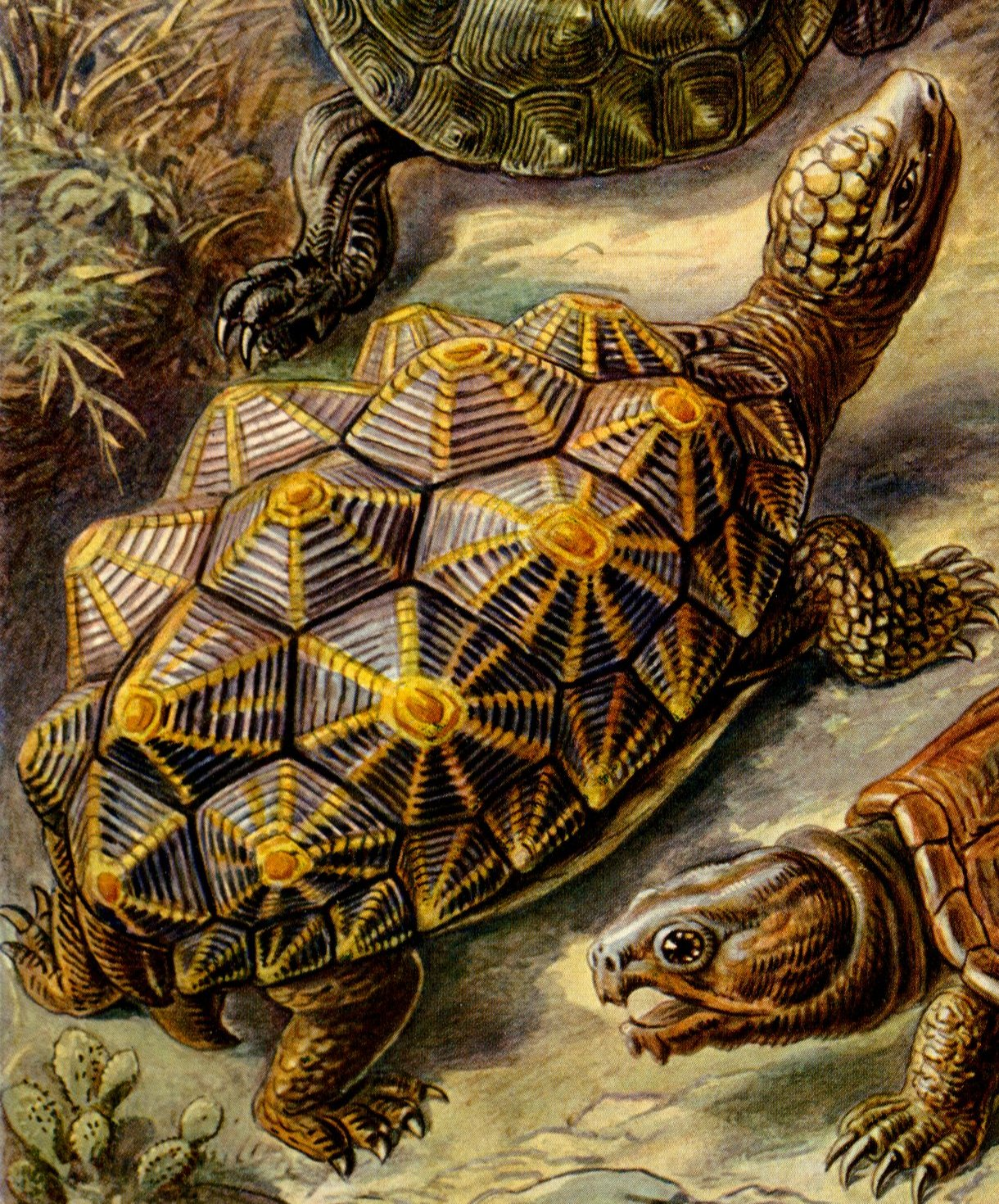
En detalle, la figura 5: Psammobates geometricus.